# ニューヨーク市の建築

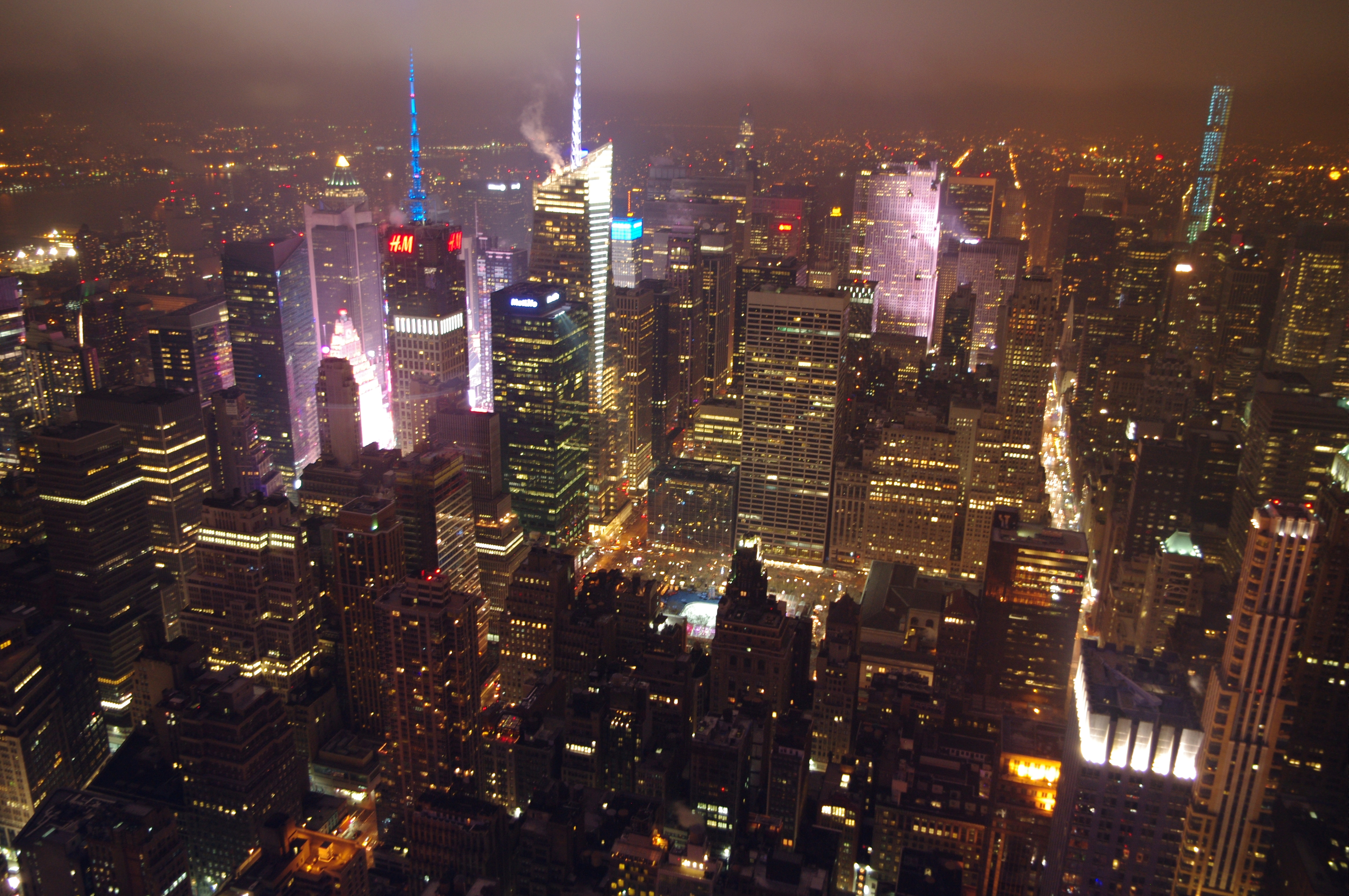
エンパイア・ステート・ビルディングから望むミッドタウンの夜景。アール・デコ様式の歴史的な構造のビルと近代的な構造のビルを一目に見ることができる。

ニューヨーク市の建築（ニューヨークしのけんちく）ではアメリカ合衆国ニューヨーク州ニューヨーク市における建築物について解説する。

## 概説
ニューヨーク市における建築物はそのほとんどが高層ビルであり、多くの商業地区や住宅地区において建築物は低層から高層あるいは超高層へと変化している。また、世界最大級の高層ビルが多数存在する。
ニューヨーク市には多くの歴史的あるいは文化的な建築様式の建築物がある。例えば1913年竣工のウールワース・ビルディングは大規模なゴシック建築でかつ初期のゴシック・リヴァイヴァル様式で建築されている。1916年には建築物を何の規制も無しに高層へと変更していくと建築物の前の通りに太陽光が当たらなくなってしまうため、区画整備決議において高さ制限やセットバックの導入、ロットサイズの割合制限などが行われた。この決議以降に建設されたクライスラー・ビルディング（1930年竣工）やエンパイア・ステート・ビルディング（1931年竣工）はアール・デコ様式で建築されており決議における規制をクリアしている。特にクライスラー・ビルディングはその優美な外観からニューヨーク市、ひいてはアメリカ合衆国のシンボルの1つとみなされているほか、アール・デコ様式の古典的代表作ともみなされている。アメリカ合衆国におけるインターナショナル・スタイルの初期の例が1957年に竣工されたシーグラム・ビルディングである。このビルは当時主流であったセットバックを用いず外観はブロンズの枠とガラスのみというシンプルなものであった。現在はこのような形状のビルは世界中で見ることができるが、当時は外観にも装飾を加えセットバックを用いたデザインのビルが多かったため、突如現れたこのシンプルなデザインのビルは建築界に留まらず社会にも大きな衝撃を与えた。また、2000年竣工の4 タイムズスクエアはグリーン・デザインを用いた高層ビルで環境に配慮した構造となっている。これ以前にもグリーン・デザインを用いた建築物はあったがこのような大規模な建築物でのグリーン・デザインを用いた建築物は世界中を見渡しても前例が無く、このビルはアメリカ建築家協会 (AIA) とAIAニューヨークから表彰を受けている。
ニューヨークの大規模な住宅地区の特徴は、1870年から1930年にかけての住宅地区が急速に拡大していった時代に建設された美しい茶色のレンガで作られたタウンハウス（集合住宅）である。一方、反対に人口密度が低く独立した一戸建ての住宅を特徴とする地区も存在する。郊外にあたる地区では大規模な戸建て住宅がチューダー・リヴァイヴァル様式やヴィクトリアン様式といった様々な建築様式で建てられている。また、郊外地区、特にフラッシング地区ではメゾネットの住宅を多く見ることができる。
1835年12月16日に発生したニューヨーク大火の後、火災発生時に周囲への延焼を防ぐため建築物に木材を使用することが制限された。これによりニューヨークにおける建築物の素材は石・レンガが主流となった。何世紀にも渡り独自の石灰石の岩盤から採掘された石で建築を行っていたパリと違い、ニューヨークでは市内から遠く離れた採掘場から建築に必要な石を運んでいた。このため建築物により使用した石の採掘場所が違うことも多く、石造りの建築物は様々な色合いをしている。市内の建物の屋上を見ると多くの建物に給水塔を確認することができる。これは、19世紀に地表付近での建物内の水道管の水圧が必要以上に高くなり地下水道管が破裂する事態を防ぐため、6階建て以上の建物に給水塔を設置することが義務付けられていた名残である。1920年代には田園都市として設計されたクイーンズ区のフォレスト・ヒルズ・ガーデンを初めとした郊外地区におけるガーデン・アパートメントの人気が高まった。また、これらの郊外地区にはニューヨーク市地下鉄の路線が延伸され市内との行き来が容易になった。

## 主要なビル

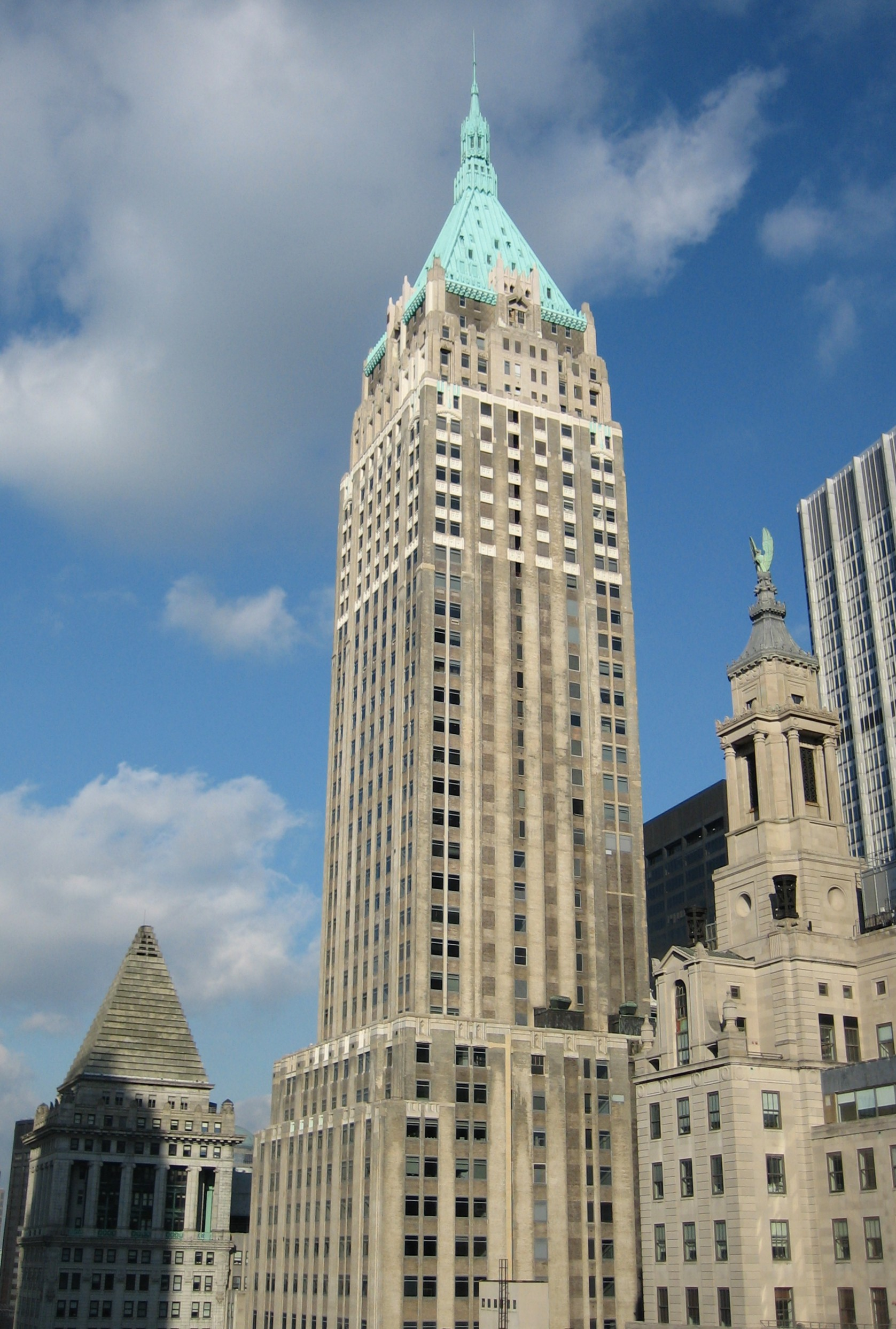
竣工当時は世界一高いビルであったが1ヶ月も経たないうちにクライスラー・ビルディングに1位の座を奪われた40 ウォール・ストリート（1930年竣工）

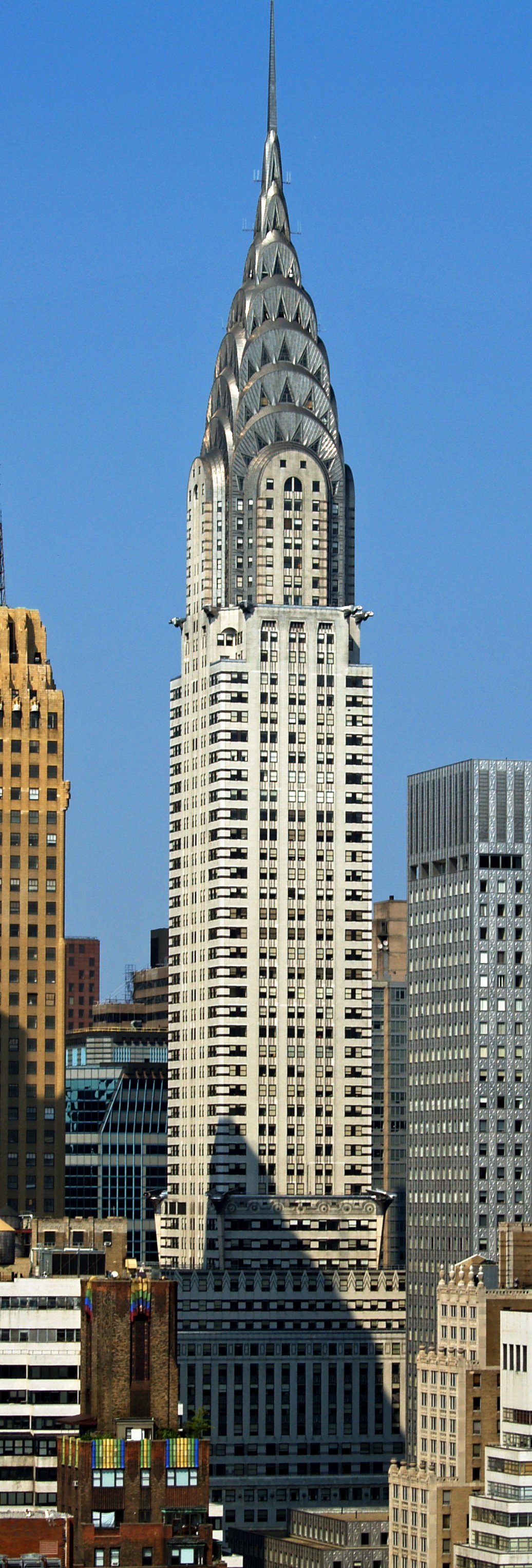
アール・デコ様式で特徴的な尖塔を備えたクライスラー・ビルディング（1930年竣工）

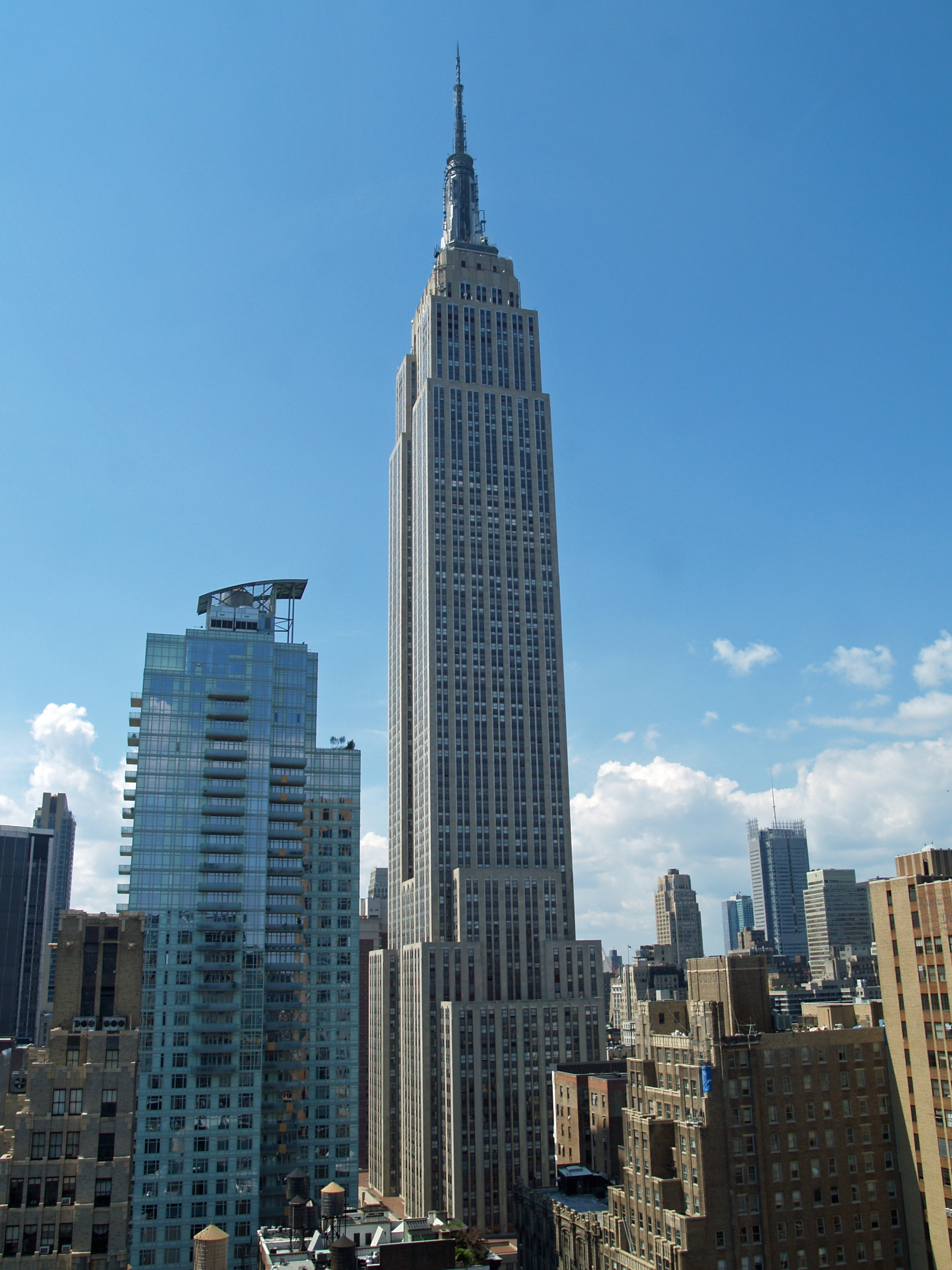
竣工から41年に渡り世界一高いビルの座に就いていたエンパイア・ステート・ビルディング（1931年竣工）

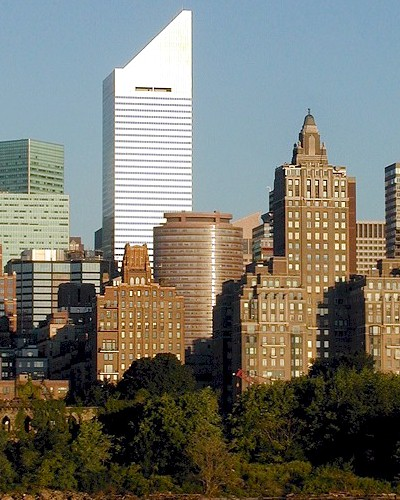
45度傾斜した屋根が目立つシティグループ・センター（1977年竣工）

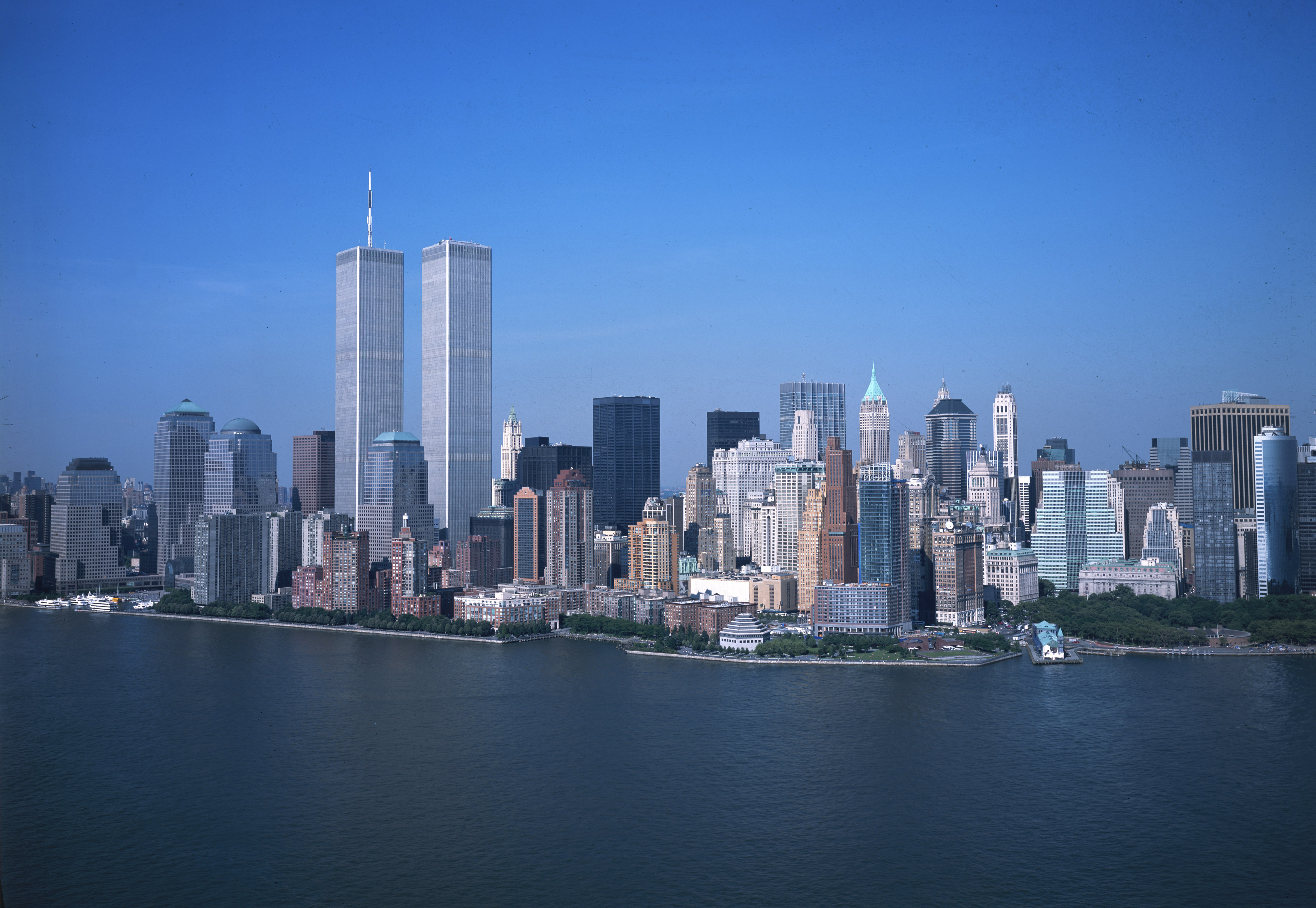
アメリカ同時多発テロ直前のロウアー・マンハッタン

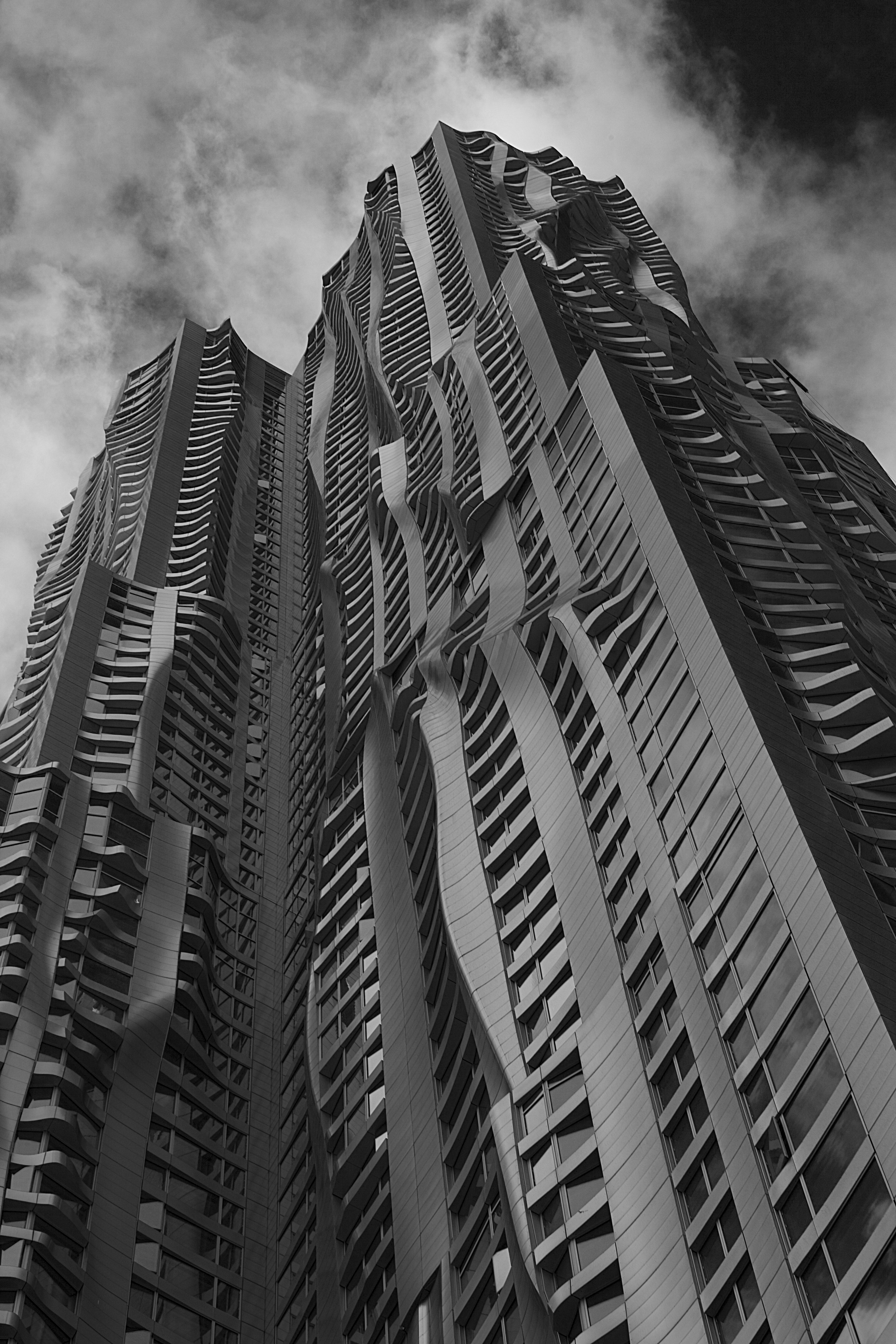
8 スプルース・ストリート（2006年竣工）

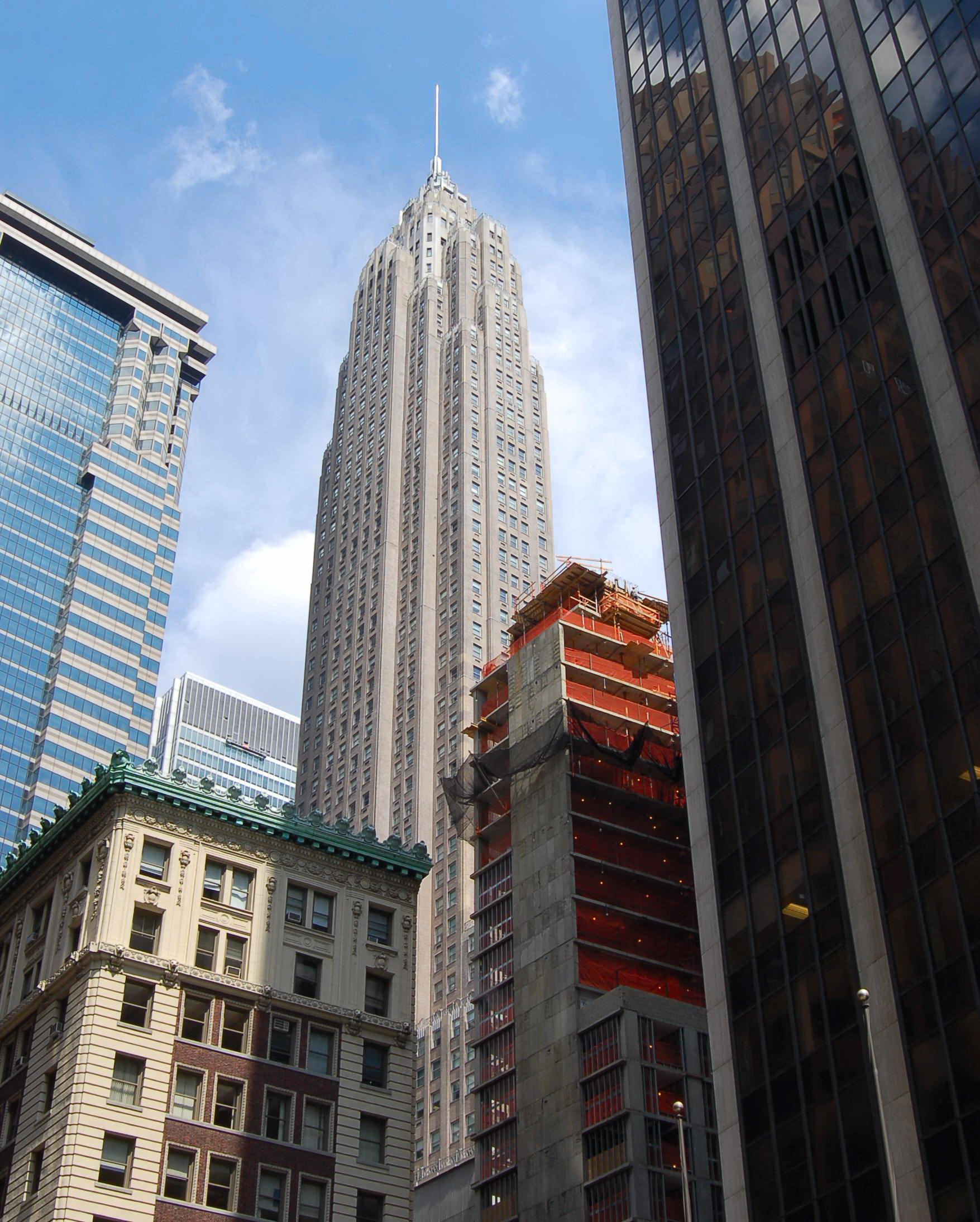
竣工から1969年までと2001年から2013年までロウアー・マンハッタンにおいて1番高いビルであったアメリカン・インターナショナル・ビルディング（1932年竣工）

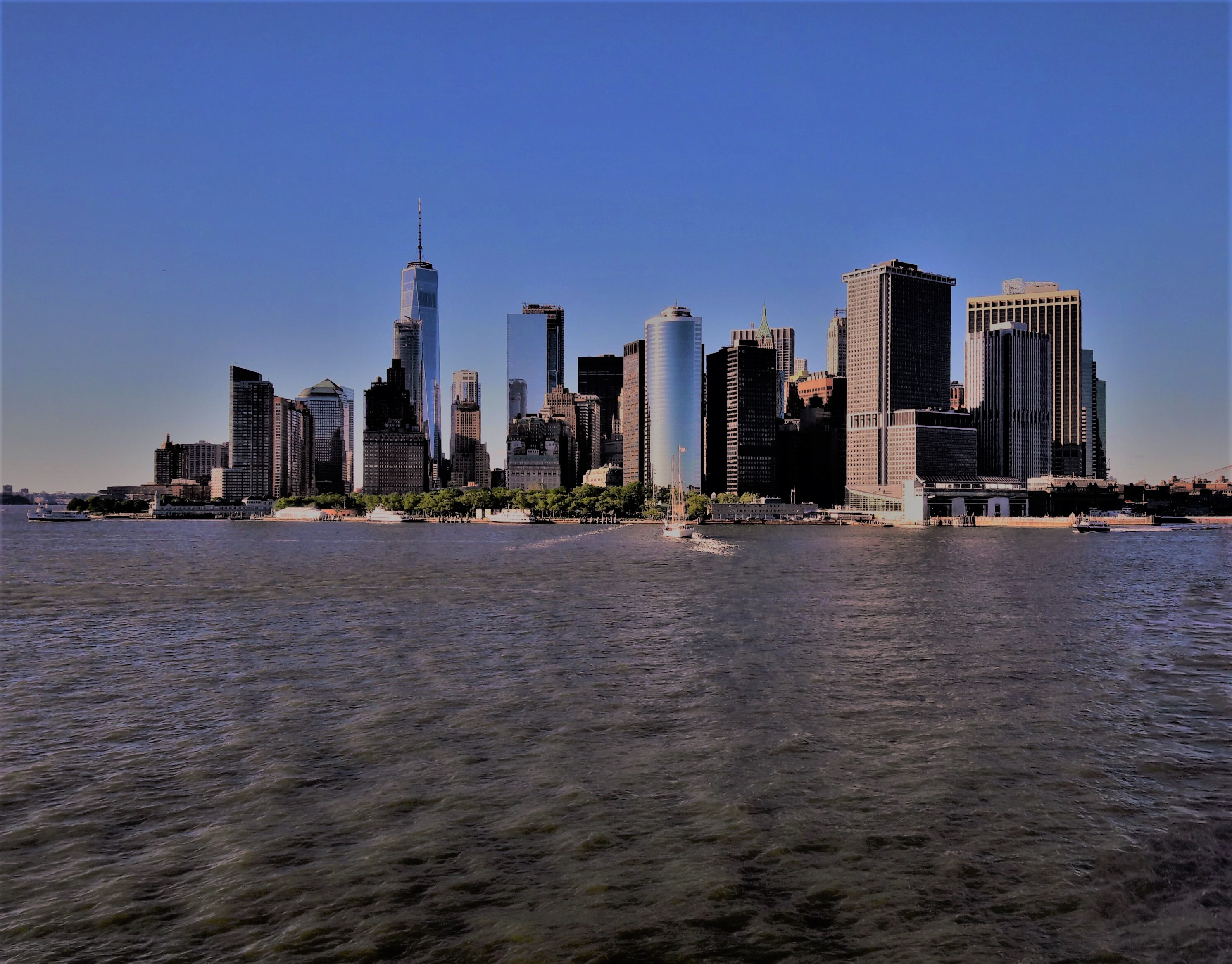
スタテン島フェリーから撮影したマンハッタン区

ニューヨーク市の主要な高層ビルは大きくわけてマンハッタン区ミッドタウンとロウアー・マンハッタンの2地区に位置しており、それぞれの地区に独自のユニークな構造のビルが建っている。ミッドタウンのビルで有名な物は竣工した1931年から1972年まで実に41年間世界一高いビルの座に就いていたエンパイア・ステート・ビルディングやそのエンパイア・ステート・ビルディングに僅か1年で世界一高いビルの座を明け渡すことになったクライスラー・ビルディング、太陽電池パネルを設置しようとしたものの太陽光がうまく拾えないことが判明した45度の傾斜のついた屋根が特徴的なシティグループ・センター、毎年冬になると特大のクリスマスツリーが飾られることで有名なロックフェラー・センターなどである。ロウアー・マンハッタンにおいて最も有名と思われるビルは1970年の竣工以来長きに渡りニューヨークで1番高いビルの座に就き、かつ1974年までは世界一高いビルの座にも就いていたが、2001年9月11日にアメリカ同時多発テロによる被害により崩落したワールド・トレード・センターノースタワーであろう。2014年にワールド・トレード・センター跡地に竣工した1 ワールド・トレード・センターは世界一高いビルの座には戻れなかったものの西半球で最も高いビルとなっている。
ニューヨーク市は高層ビルの歴史が長く、世界で最も高いビルの座に就いたことのあるビルが10棟あるものの、2018年現在、その半分は解体されてしまっている。ニューヨーク市における最初の世界一高いビルは1890年に竣工したニューヨーク・ワールド・ビルディングである。また、パーク・ロウ・ビルディング（1899年竣工）からシンガー・ビルディング（1908年竣工）、メトロポリタン生命保険会社タワー（1909年竣工）、ウールワース・ビルディング（1913年竣工）、40 ウォール・ストリート（1930年竣工）、クライスラー・ビルディング（1930年竣工）、エンパイア・ステート・ビルディング（1931年竣工）、ワールド・トレード・センターノースビル（1970年竣工）と8棟連続で世界一高いビルの座を継承し、ノースビルがシアーズ・タワー（現：ウィリス・タワー）に抜かされる1974年まで実に75年間連続で世界一高いビルがニューヨーク市内に存在し続けたことになる。
マンハッタン区から目を移してブルックリン区を見ると、ニューヨーク市地下鉄の主要駅近辺に高層ビルが集中している。ブルックリン区では新しい高層高級住宅や商業ビル、アリーナなどが建築されつつある。しかし、環境保護団体や地元の市民団体などはこのような建築はやめるべきであるとの反対運動を展開している。また、クイーンズ区ではマンハッタン区を除くとニューヨーク市内で一番高いビルとなるシティグループオフィスビルを初めイースト川のウォーターフロントに沿って高層住宅の建築を行っている。

## 有名なビル
エンパイア・ステート・ビルディングはリッチモンド・H・シュリーブ、ウィリアム・F・ラム、アーサー・L・ハーモンの3名によって設計されたアール・デコ様式の102階建てのビルである。1931年に竣工し、竣工から実に42年間世界一高いビルの座に就いていた。現在はニューヨーク市において1 ワールド・トレード・センター、432 パーク・アベニューに次いで3番目に高いビルとなっている。ビルの名前である"エンパイア・ステート"（帝国州）はニューヨーク市の別名である。ビルの86階には屋外展望台があり、ニューヨークの市街を360度直接見ることができる。この展望台は非常に有名でビルの開業以来110万人を超える人々が展望台に訪れている。また、フィクションにおいては有名な特撮映画『キングコング』の1933年版と2005年版でコングがビルをよじ登るシーンが広く知られている。
クライスラー・ビルディングはマンハッタン区東側に位置する高さ1048フィート（319メートル）のビルである。1930年に竣工し、当初はその名の通りアメリカ自動車メーカーのビッグスリーの1社、クライスラーの本社ビルとして使われていたが、現在はTMW不動産 (75%) とティシュマン・シュペイヤー不動産 (25%) が共同で使用している。このビルは世界で初めて高さが1000フィートを越えるビルであり、翌年に先述のエンパイア・ステート・ビルディングが竣工するまでの1年間世界一高いビルとなっていた。
コムキャスト・ビルディングは1933年に竣工したロックフェラー・センターの中心に位置するアール・デコ様式の高層ビルで、70階建て850フィート（259メートル）のニューヨーク市内7番目、アメリカ国内30番目に高いビルである。1933年に竣工した当初は音響・電器メーカーRCAのビルとして建設され、その名称もRCAビルディングであった。その後1988年にRCAはゼネラル・エレクトリック (GE) に買収されたためビル名称もそれにあわせてGEビルディングに改称した。また、2009年にコムキャストがNBCユニバーサルの経営権をGEから取得したことに伴い2014年6月にコムキャストがビルの改装工事の許可をニューヨーク市歴史建造物保存委員会に申請（ビルが1987年12月23日にアメリカ合衆国国定歴史地区およびアメリカ合衆国寄贈資産に登録されていたため）、許可が降りて改装工事は2015年7月1日に終了し、それと共にビルは名称を現在のコムキャスト・ビルディングに改めた。なお、ビルの名称が多く変わっているため所在地である30 ロックフェラー・センターとも呼ばれることがある。

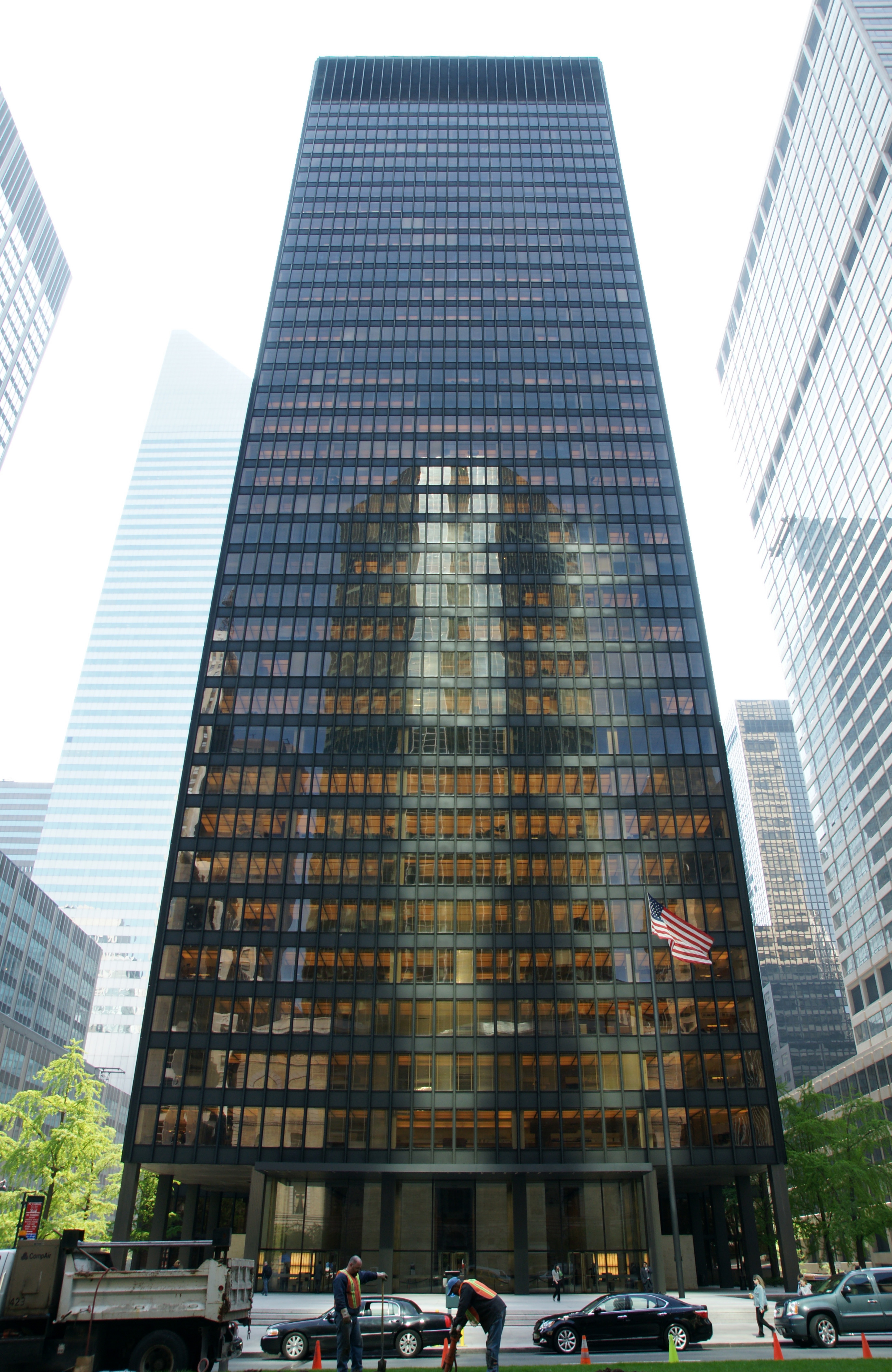
シーグラム・ビルディング

インターナショナル・スタイルを世界に広く知らしめることになったのがルートヴィヒ・ミース・ファン・デル・ローエとフィリップ・ジョンソンの共同設計の元1958年に竣工したシーグラム・ビルディングである。当時の高層ビルは1916年区画整備決議による制約のため通りへの日当たりを確保しつつ、なるべくビルを高くするためにセットバック（高くなるにつれて建物の面積を狭くし階段状にする建築方法）を多く用いていた。しかし、このビルは敷地の中心部分にビルを建て、その周りをプラザと呼ばれるオープンスペースにすることで区画整備決議における日当たりの確保基準を満たした。これによりビルはセットバックを用いる必要が無く一直線に空へと伸びることができた。また、当時のビルと言えば外装にも多くの装飾を加えているビルが大多数であったが、このビルはガラスと骨組みの上に付けられたブロンズ製のI形梁のみというシンプルなデザインであった。このように新しいデザインや構造を取り入れて建設されたビルは、その目新しさから建築界のみならず国際社会にも大きな衝撃を与えた。これ以降このビルのデザインを取り入れたビルは世界各国に広まり、現在の世界の大都市におけるビル建築の基盤を作ったのはこのビルと言っても過言では無いほどである。また、このビルのようにビルの周りにオープンスペースあるいは低いビルを建てる方式は当時の区画整備決議における基準を満たしていると先述したが、この構造に対する反対意見や基準に対する不満も出てきたためニューヨーク市では1961年に基準を改良し斜線規制から容積規制へと変更している。

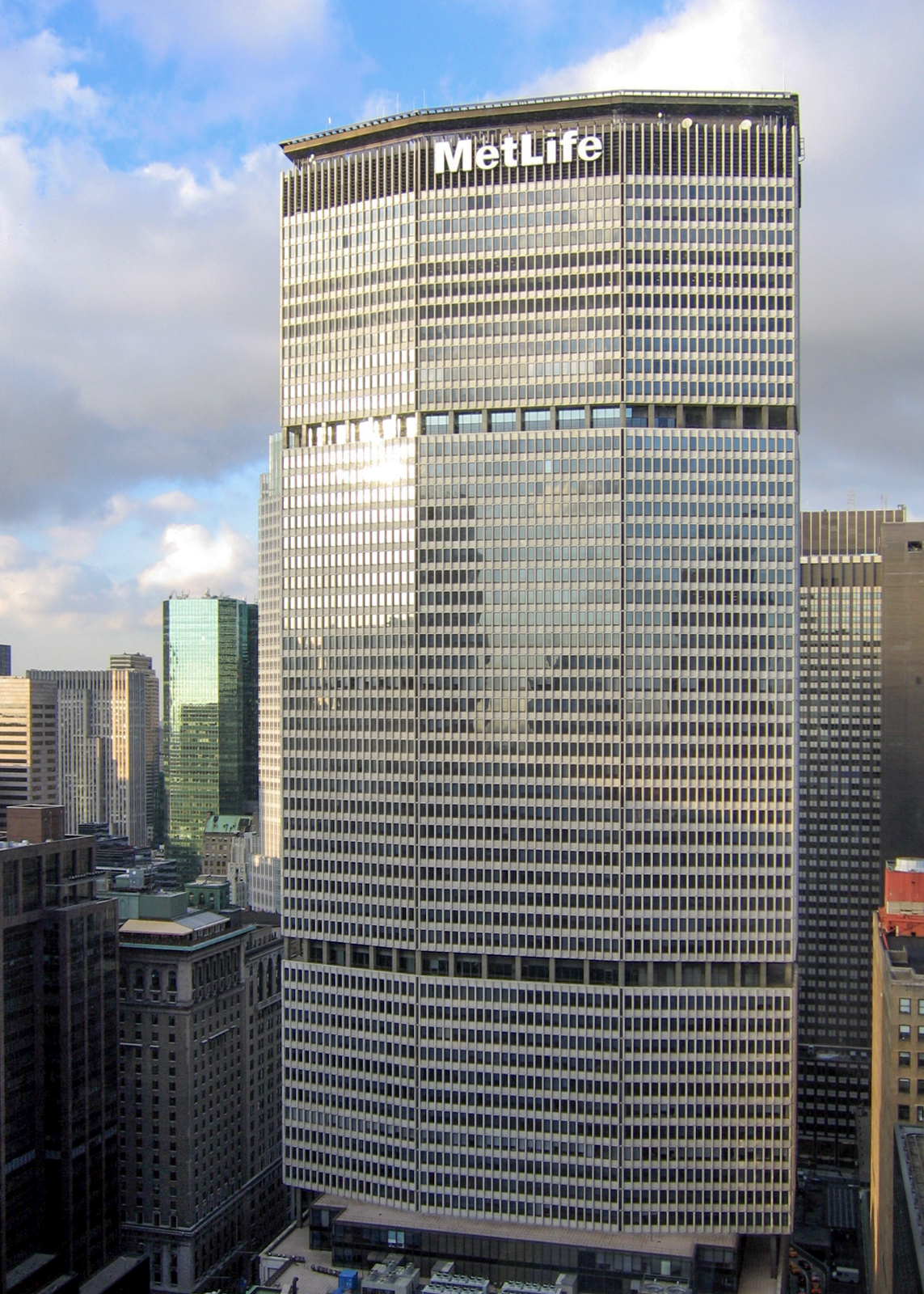
メットライフ・ビルディング

メットライフ・ビルディングは1963年3月7日に竣工した当時世界一高い商業オフィスビルである。竣工当時はパンナムの通称で知られるパンアメリカン航空の本社ビルとして使用されており、名称もパンナム・ビルディングであった。しかし、パンナムは1970年代後半より経営が悪化しこのビルを売却せざるを得なくなった。この売却先となったのがメトロポリタン・ライフ・インシュアランス（メットライフ）で、売買は1981年に行われたがビル名自体はパンナム・ビルディングのままで、ビルに付けられていたパンナムのロゴも残されていた。その後1991年12月24日にパンナムは破産し運航を停止、これに伴いメットライフはパンナムのロゴをメットライフのロゴに変更し、名称も現在のメットライフ・ビルディングに変更した。また、2005年にメットライフはビルを17億2000万ドルというアメリカ国内の商業オフィスピルとしては最高額の金額で売却、購入したのはティシュマン・シュペイヤー不動産とニューヨーク市従業員退職年金基金、ニューヨーク市教員退職年金基金であった。しかし、ビル名はメットライフ・ビルディングのまま変更されずに現在に至っている。
ワールド・トレード・センターのツインタワーはノースタワーが竣工した1970年から2001年9月11日に発生したアメリカ同時多発テロにより崩落するまでニューヨーク市内で1番高いビルであり、かつイリノイ州シカゴのシアーズ・タワー（現：ウィリスタワー）が竣工した1974年まで世界一高いビルでもあった。ツインタワーはどちらも110階建てでノースタワーが1368フィート（418メートル）でサウスタワーが1362フィート（415メートル）であった。ノースタワー屋上には360フィート（110メートル）のアンテナが設置され、多くの放送局がノースタワーを電波塔にしていた。また、ノースタワー106階の最高級レストラン「ウィンドウズ・オン・ザ・ワールド」やサウスタワー107階展望台および屋上展望デッキはニューヨーク市の新しい観光名所となり、遠くからでも良く見えるその2つの並び立つ高いビルはニューヨーク市の新しいシンボルとなった。なお、ノースタワーを電波塔にしている放送局が多くあったと先述したが、同時多発テロでノースタワーが崩落した際には各局は電波塔を失い電波放送が行えなくなった。しかし、WCBS-TVのみがエンパイア・ステート・ビルディングを使用し放送を続け、その後WCBS-TVがその他各局に電波送信スペースの貸し出しを行い2005年より地上波テレビ放送各局は電波塔をエンパイア・ステート・ビルディングに集約した。なお、エンパイア・ステート・ビルディングは元々テレビ・ラジオ放送の電波塔としての役割も担っていたためこのような対応がスムーズに行われることになった。

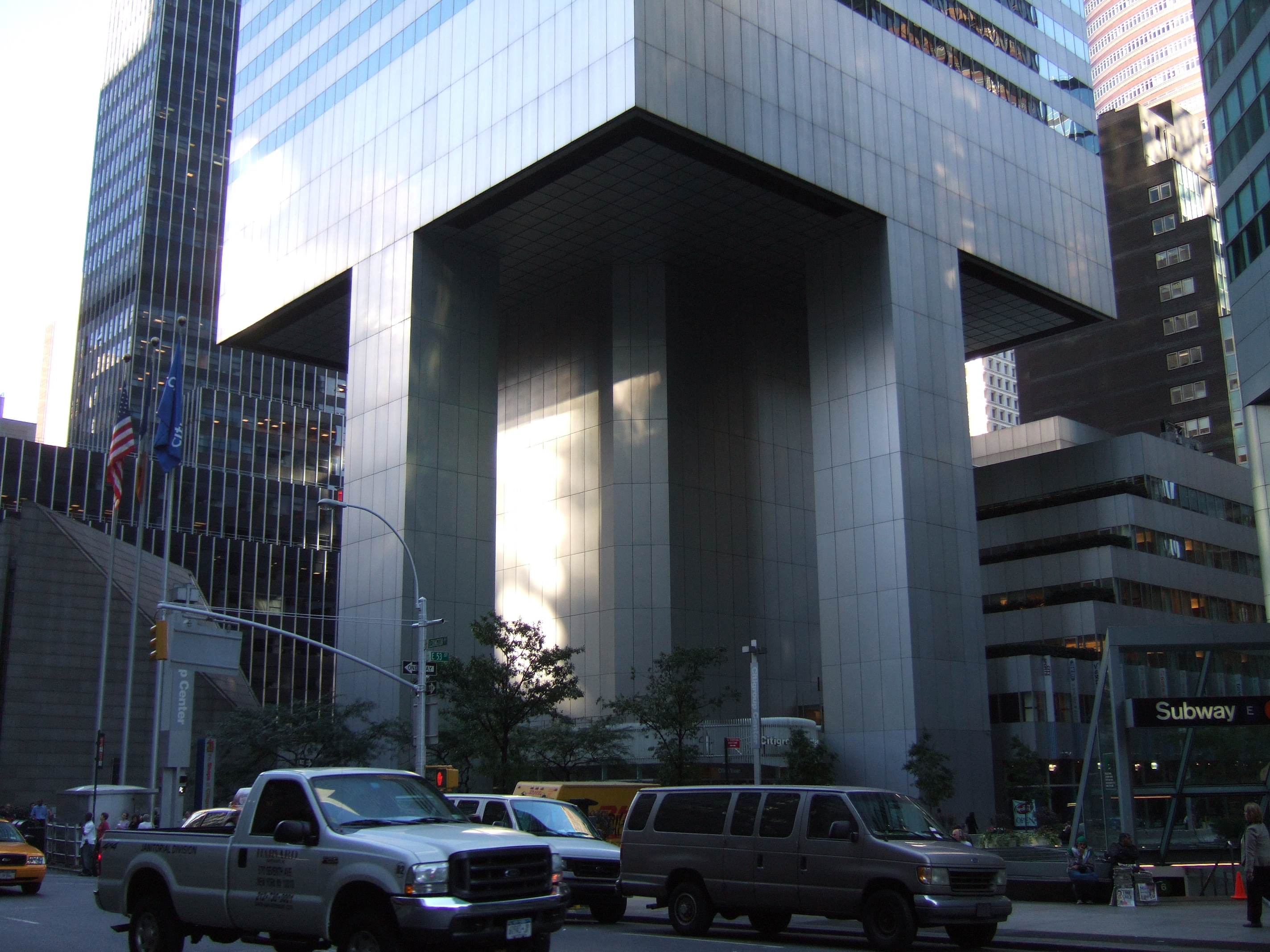
独特な構造の低層部分

シティグループ・センターはマンハッタン区ミッドタウンのレキシントン・アベニューと53丁目の間に位置する59階建て、高さ915フィート（279メートル）のビルである。1977年に竣工されたこのビルはシティバンク、エヌ・エイのビルとして建築された。その後、ビルは2005年にボストン不動産に売却されているためビルの名称は所在地である601 レキシントン・アベニューに改められているが、以前のままシティグループ・センターと呼ばれることも多い。このビルの特徴は独特な構造をした低層部分と遠くからでも目立つ45度に傾いた屋上である。低層部分は、このビルを建設するにあたってビル建設予定地北西にセント・ピーター福音ルーテル教会の一角が入ってしまうことが判明、教会側はビル建設終了後に再建を行うことを条件に教会の一時的な取り壊しを許可した。これによりビルは教会を再建するスペースを確保するため、通常であれば四隅に配置する支柱を側面中央に配置し地上から35メートル部分までは四隅が開いた形になった。しかし、この構造は強度上の問題も抱えていた。1978年、市内の学生が卒業論文の題材としてビルの強度計算を行った。学生は計算の結果このビルが斜め方向からの強風に煽られた場合の強度が不足している可能性にたどり着き、ビル側に強度に問題があることを連絡した。この連絡によりビル側は強度の再計算を行った。その結果16年に1度の強風に煽られた場合ビルが倒壊する可能性があるという計算に行き着いた。このため屋上に同調質量ダンパを設置し強度の補強を行ったが、これは一般には知らせず夜中に行われた。この事実が公表されたのは強度不足が判明してから17年後の1995年のことであった。なお、屋上が45度に傾いているのは元々この部分に太陽電池パネルを設置する予定であったためであるが、この向きではうまく太陽光を拾えないことが判明したためパネルの設置はなされていない。
タイム・ワーナー・センターはマンハッタン区コロンバス・サークル西側に位置するアッパー・ウエスト・サイドとミッドタウンに跨がるツインビルである。ビルはどちらも55階建ての高さ750フィート（230メートル）で、地上から46メートルまでの部分がショッピングモール兼ビル間連絡通路となっているアトリウムになっており両ビルが結ばれているほか、ジャズ・アット・リンカーン・センターの劇場やCNNのスタジオなどが入っている。このビルは2003年に竣工し、アメリカ同時多発テロ以降に竣工した最初の主要高層ビルであり、かつワールド・トレード・センターと同じく2つのビルが並び建っているため多くの市民からは"新しいツインタワー" (new twin towers) として親しまれている。
4 タイムズスクエア（旧称 コンデナスト・ビル）はマンハッタン区ミッドタウンに位置する48階建て、高さ1,109フィート（338メートル）のビルである。このビルは超高層ビルにおけるグリーン・デザイン建築の最も重要な例の1つで、ガス燃焼式吸収式冷凍機と断熱・遮光カーテンウォールにより1年のほとんどの期間で暖房・冷房を使わずとも快適に室内で過ごせる設計となっている。また、室内に設置されている家具は全て生分解性で無毒な素材から作られている。空気供給システムはニューヨーク市の定める規制値よりも50%新鮮な空気を供給し、リサイクルシュート（ゴミを入れる傾斜台）がビル全体に多数設置されている。このように環境に配慮したデザインを用いた超高層ビルはこのビルが世界で初めてであったため、ビルはアメリカ建築家協会 (AIA) およびAIAニューヨークから表彰されている。
ハースト・タワーはマンハッタン区ミッドタウンに位置するグリーン・デザインを用いた高層ビルのもう1つの例である。2006年に竣工した46階建て、高さ597フィート（182メートル）のこのビルはニューヨーク市で最初の「グリーンオフィスビル」として認定されており、サステナブル建築のパイオニア的建築物でもある。ビルはその名の通りハースト・コーポレーションの本社ビルで、COSMOPOLITANやエスクァイア、サンフランシスコ・クロニクルなどのハースト社傘下のメディアも入居している。このビルは元々1928年にハースト社本社として建設された6階建てのビルのファサードを残した上で新しい本社ビルを建てている。

## 最も高いビル
以下にニューヨーク市内で15番目に高いビルまでを列挙する。なお、表中の記号については表下を参照のこと。
| 順位 | 名称                                                                      | 竣工年 | 所在地                                                                                    | 階数 | 尖塔 高さ ft | 尖塔 高さ m | 屋根 高さ ft | 屋根 高さ m | 備考          |
| ---- | ------------------------------------------------------------------------- | ------ | ----------------------------------------------------------------------------------------- | ---- | ------------ | ----------- | ------------ | ----------- | ------------- |
| 1    | 1 ワールド・トレード・センター                                            | 2013   | ウェスト・ストリート & ビージー・ストリート                                               | 104  | 1,792        | 546         | 1,776        | 541         |               |
| 2    | エンパイア・ステート・ビルディング                                        | 1931   | 5番街 & 西34丁目                                                                          | 102  | 1,472        | 449         | 1,250        | 380         | [ 14 ] [ 15 ] |
| 3    | 432 パーク・アベニュー                                                    | 2014   | パーク・アベニュー & 東57丁目                                                             | 89   | 1,396        | 426         | 1,396        | 426         |               |
| 4    | バンク・オブ・アメリカ・タワー                                            | 2009   | 6番街, 42丁目 & 43丁目                                                                    | 54   | 1,200        | 370         | 1,200        | 370         | [ 16 ] [ 17 ] |
| 5    | クライスラー・ビルディング                                                | 1930   | レキシントン・アベニュー & 42丁目                                                         | 77   | 1,046        | 319         | 1,046        | 319         | [ 18 ] [ 19 ] |
| 5    | ニューヨーク・タイムズ・ビルディング                                      | 2007   | 8番街, 41丁目 & 42丁目                                                                    | 52   | 1,046        | 319         | 1,046        | 319         | [ 20 ] [ 21 ] |
| 6    | ワン 57                                                                   | 2014   | 西57丁目, 6番街 & 7番街                                                                   | 75   | 1,005        | 306         | 1,005        | 306         | [ 22 ] [ 23 ] |
| 7    | アメリカン・インターナショナル・ビルディング †                            | 1932   | パイン・ストリート & パール・ストリート                                                   | 66   | 952          | 290         | 952          | 290         | [ 24 ] [ 25 ] |
| 8    | 40 ウォール・ストリート ‡                                                 | 1930   | ウォール・ストリート, ナッソー・ストリート & ウィリアムズ・ストリート                     | 70   | 927          | 283         | 927          | 283         | [ 26 ] [ 27 ] |
| 9    | シティグループ・センター                                                  | 1977   | 53丁目, レキシントン・アベニュー & 3番街                                                  | 59   | 915          | 279         | 915          | 279         | [ 28 ] [ 29 ] |
| 10   | トランプ・ワールド・タワー                                                | 2001   | 1番街, 47丁目 & 48丁目                                                                    | 72   | 861          | 262         | 861          | 262         | [ 30 ] [ 31 ] |
| 11   | コムキャスト・ビルディング（かつてはRCAビルディング、GEビルディングとも） | 1930   | 30 ロックフェラー・プラザ, 6番街, 49丁目 & 50丁目                                         | 70   | 850          | 259         | 850          | 259         | [ 32 ] [ 33 ] |
| 12   | シティスパイア・センター                                                  | 1987   | 西56丁目, 6番街 & 7番街                                                                   | 75   | 814          | 248         | 814          | 248         | [ 34 ] [ 35 ] |
| 13   | ワン・チェース・マンハッタン・プラザ                                      | 1961   | パイン・ストリート, リバティ・ストリート, ナッソー・ストリート & ウィリアムズ・ストリート | 60   | 813          | 248         | 813          | 248         | [ 36 ] [ 37 ] |
| 14   | 4 タイムズスクエア                                                        | 2000   | ブロードウェイ, 42丁目 & 43丁目                                                           | 48   | 1,118        | 341         | 809          | 247         | [ 38 ] [ 39 ] |
| 15   | メットライフ・ビルディング（かつてはパンナム・ビルとも）                  | 1963   | 200 パーク・アベニュー, 東45丁目                                                          | 59   | 808          | 246         | 808          | 246         | [ 40 ] [ 41 ] |

† シットゴーのビルとして建設。
‡ バンク・オブ・マンハッタンのビルとして建設
上記表内のビルは所在地の欄が薄い水色になっている物を除き全てミッドタウンに位置し、水色の欄の物はロウアー・マンハッタンに位置する。

## 住宅建築

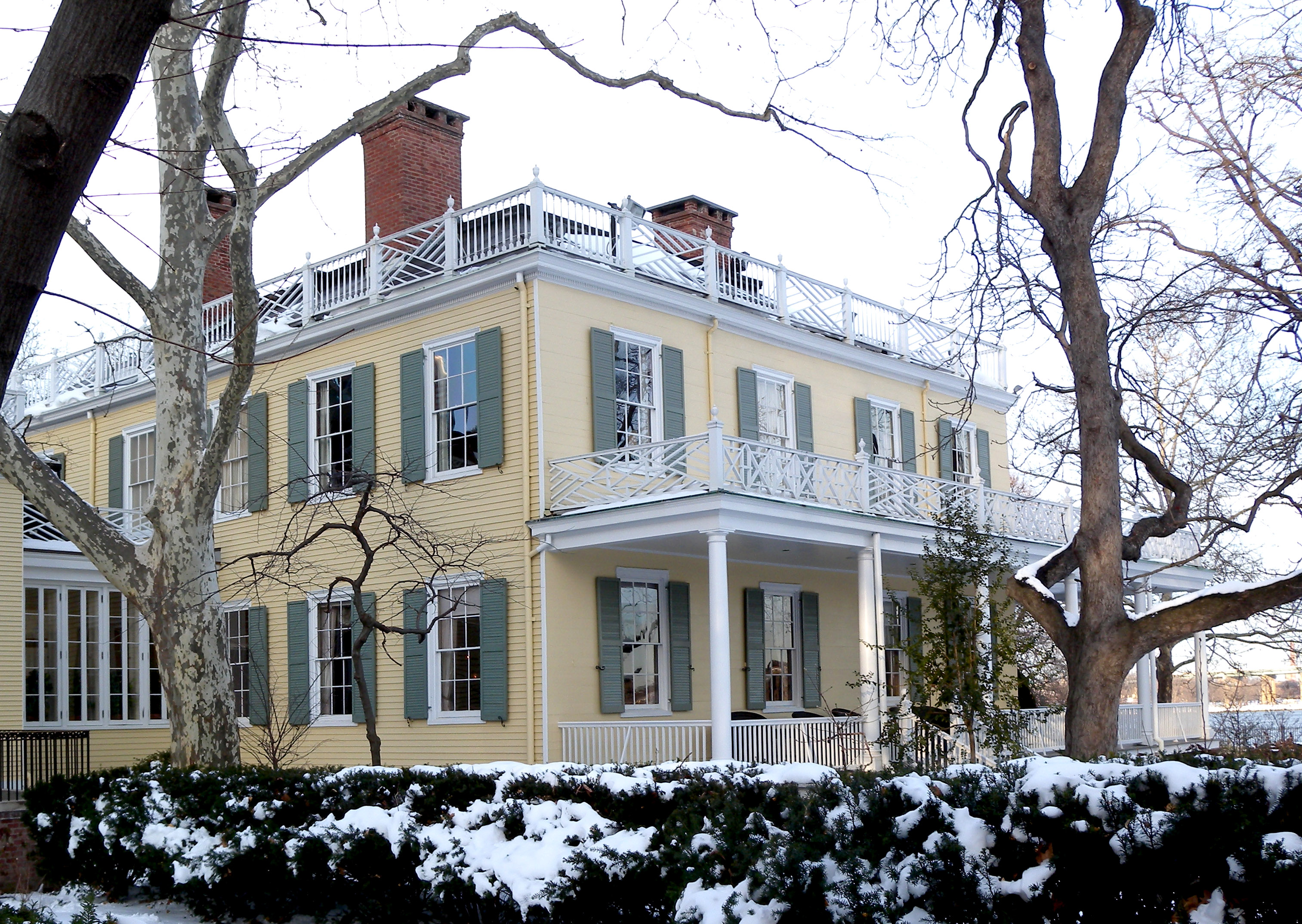
グレイシー・マンション、ニューヨーク市長官邸
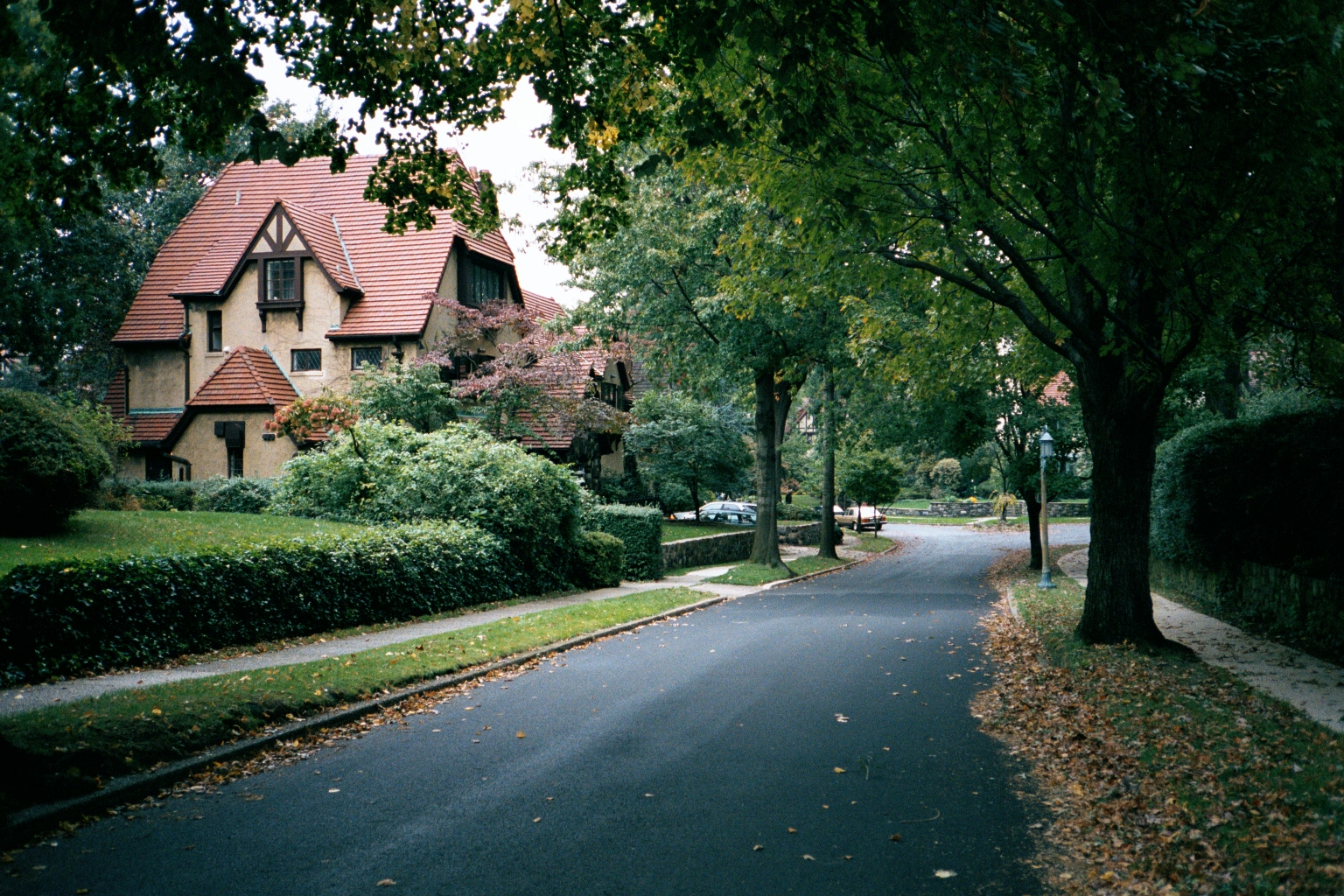
クイーンズ区フォレスト・ヒルズ・ガーデンに建つ大きな一戸建て住宅
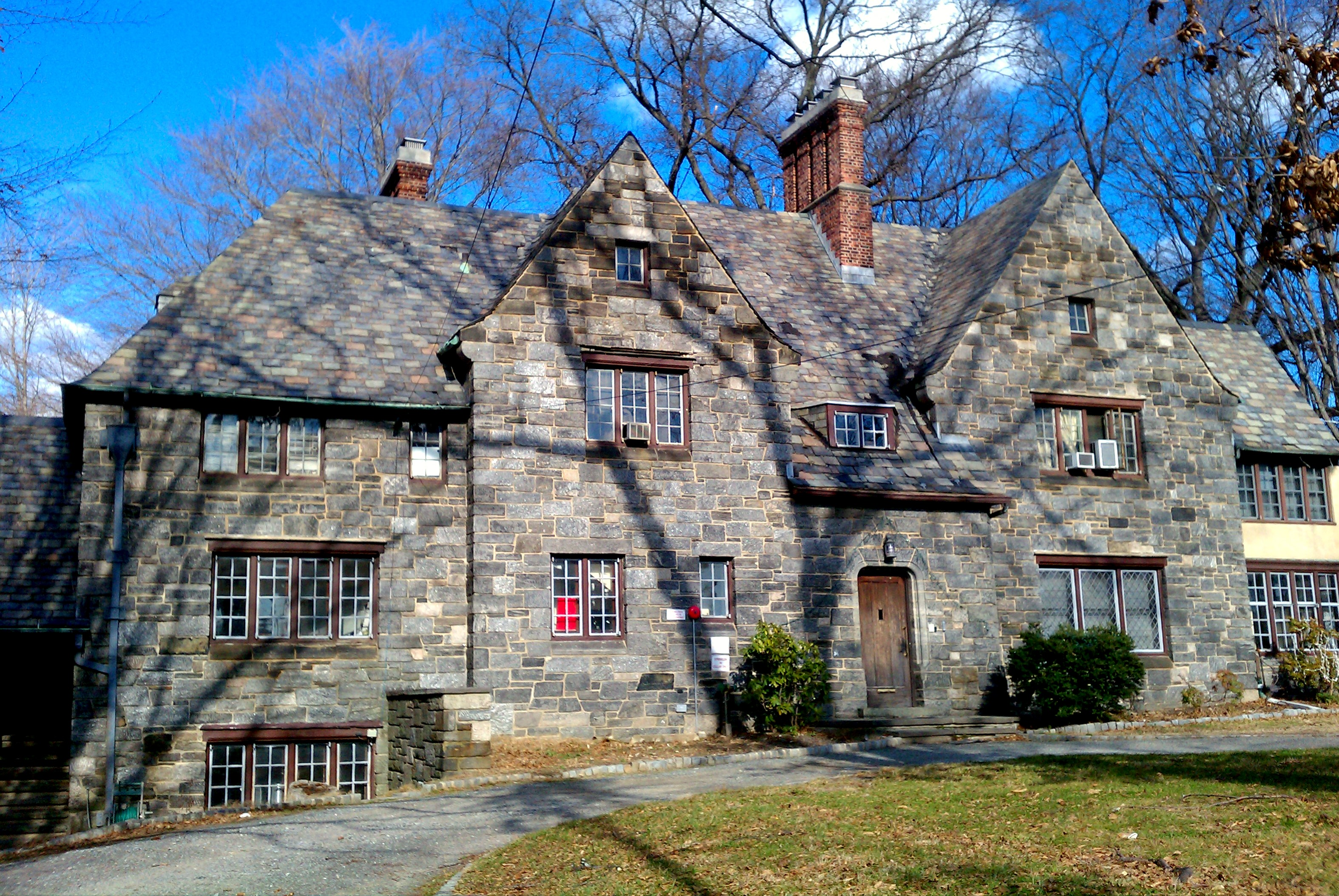
クイーンズ区フラッシング地区の1924年に建てられたチューダー・リヴァイヴァル様式の住宅
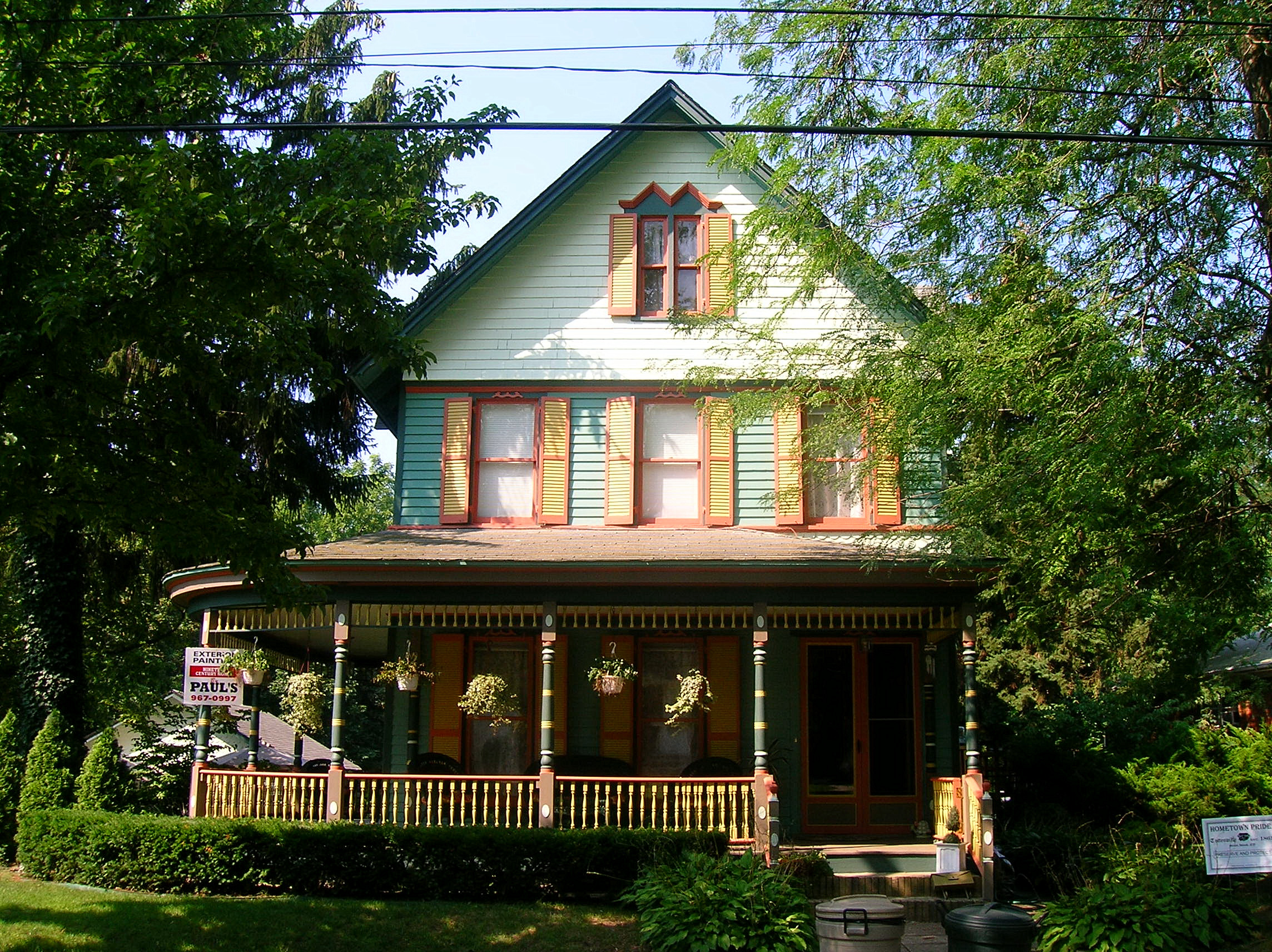
スタテンアイランドトッテンヴィルの住宅
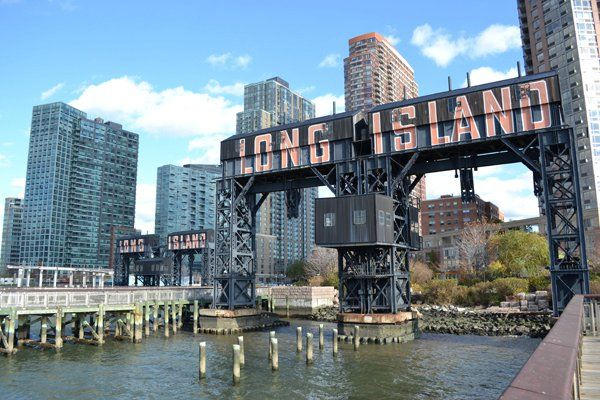
クイーンズ区ロングアイランドシティの高層住宅群
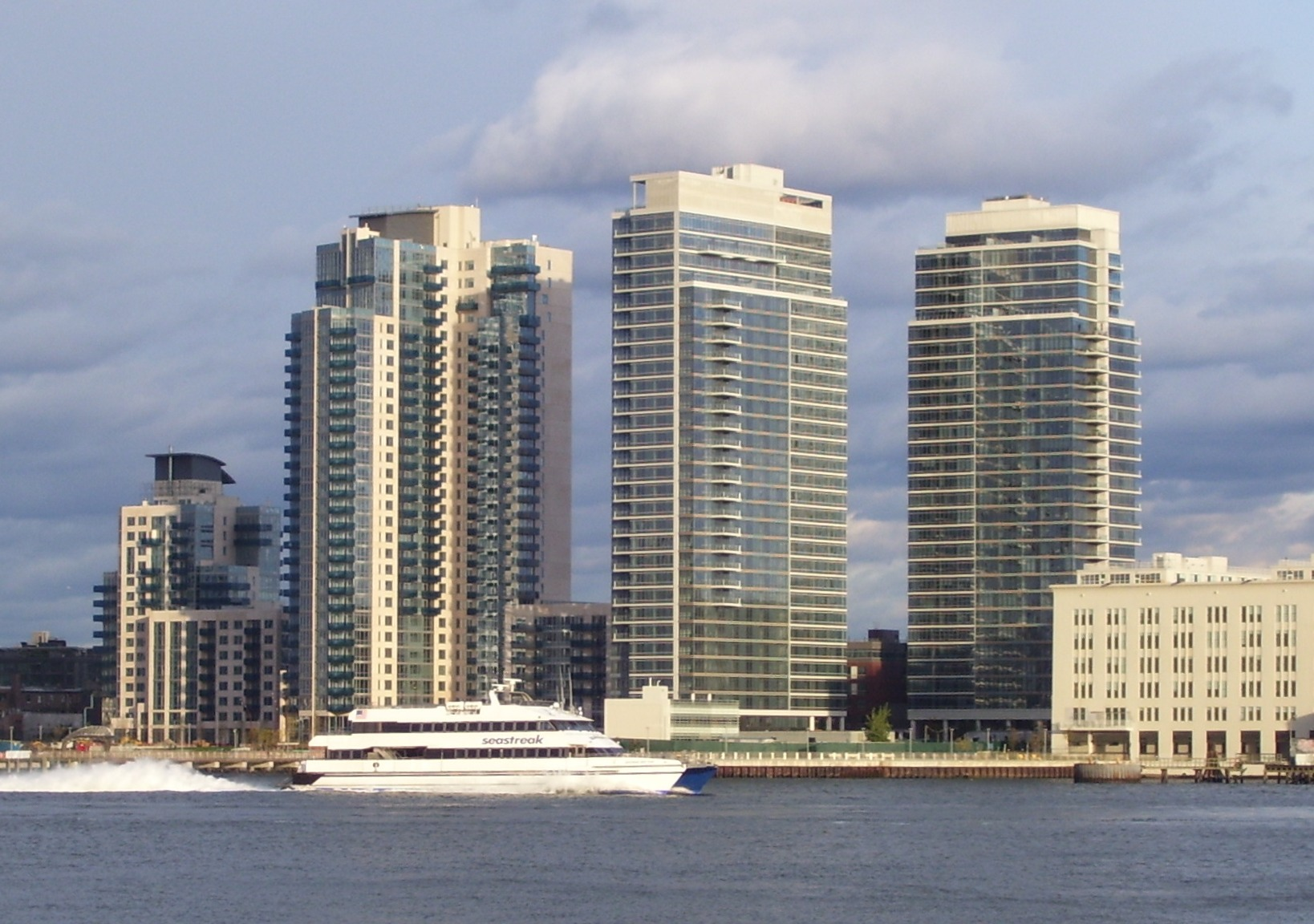
ブルックリン区ウィリアムズバーグに聳える高層マンション
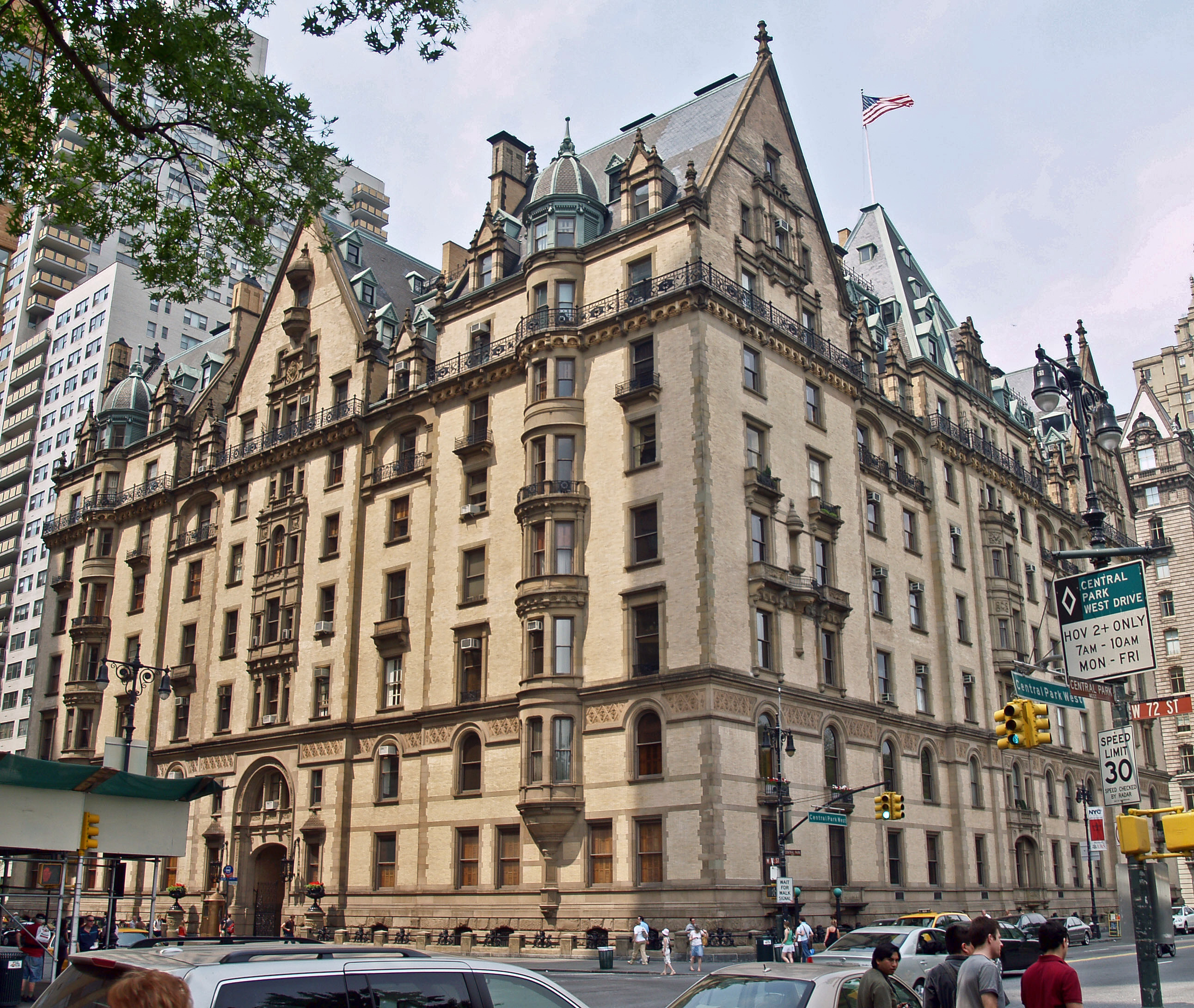
マンハッタン区アッパー・ウエスト・サイドの高級集合住宅ダコタ・ハウス
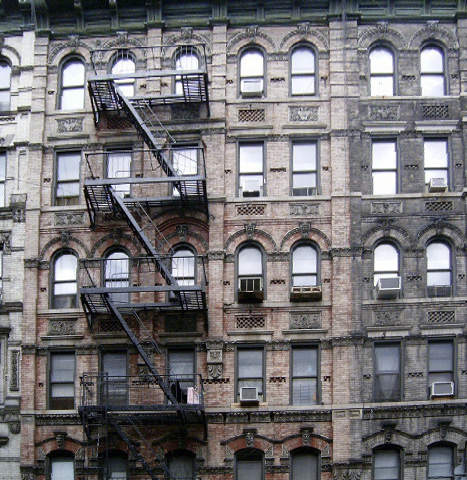
ロウアー・イースト・サイドの集合住宅
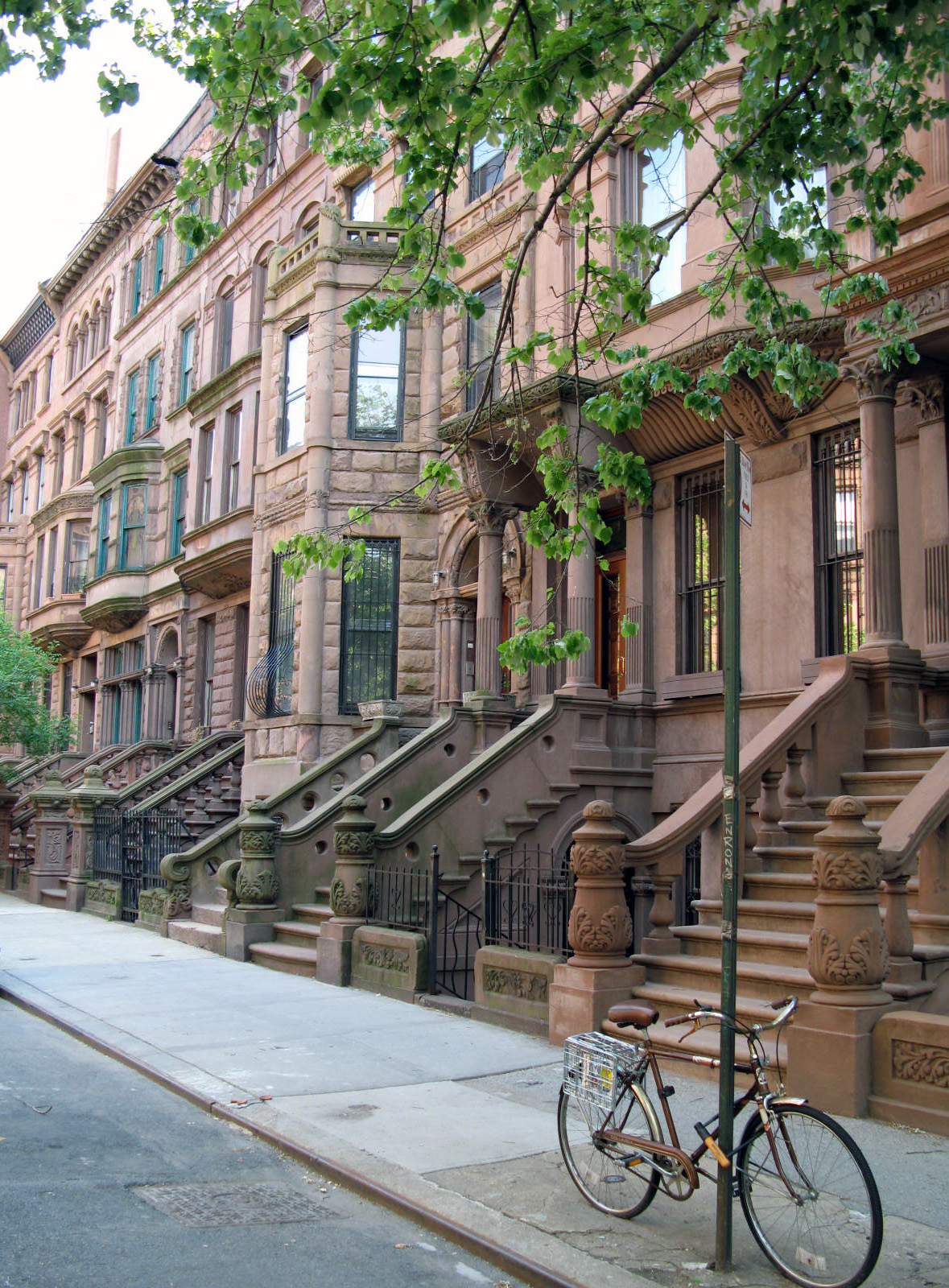
ハーレム地区の赤褐色砂岩で作られた住宅
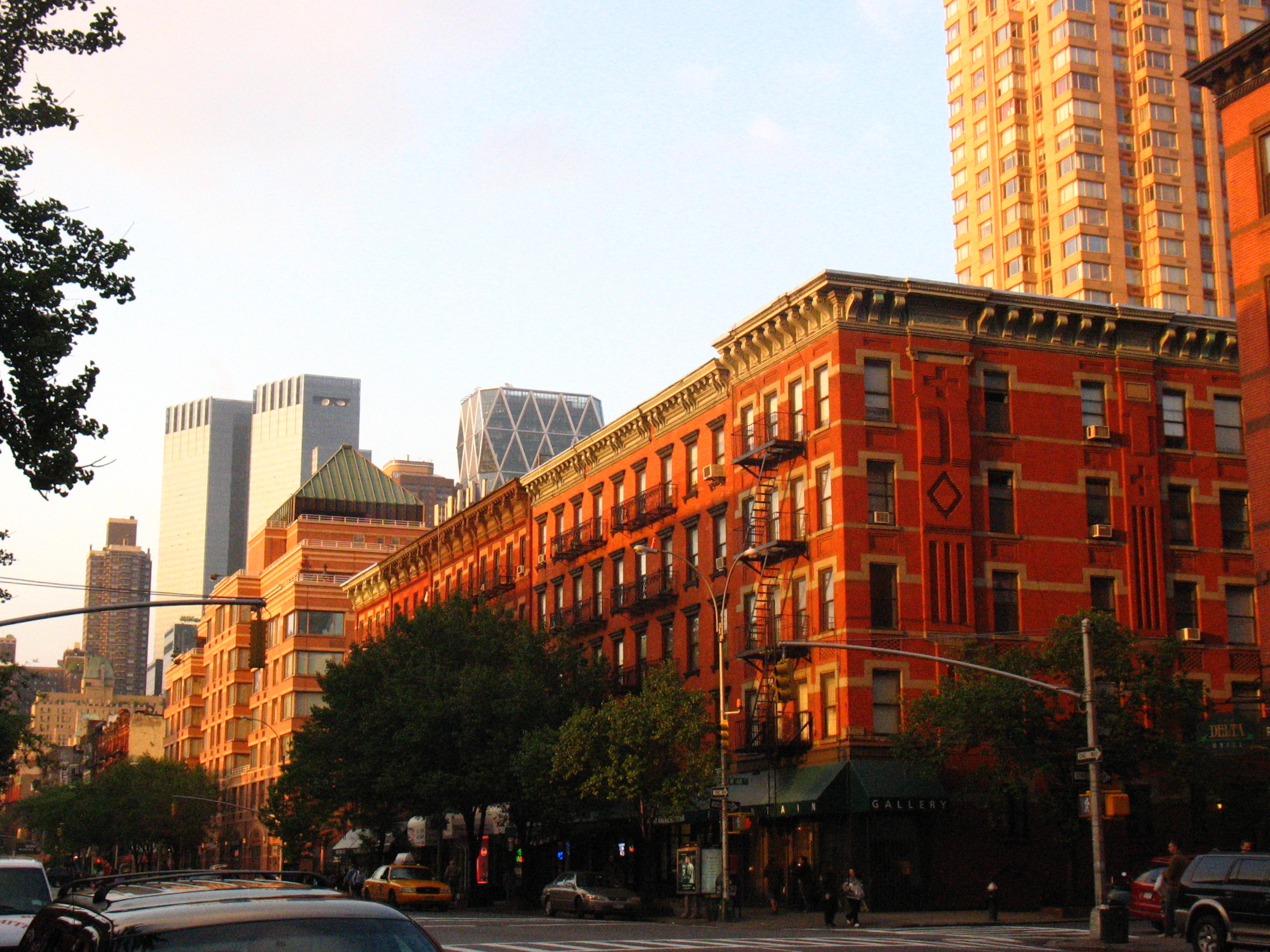
マンハッタン区ヘルズ・キッチンのアパート

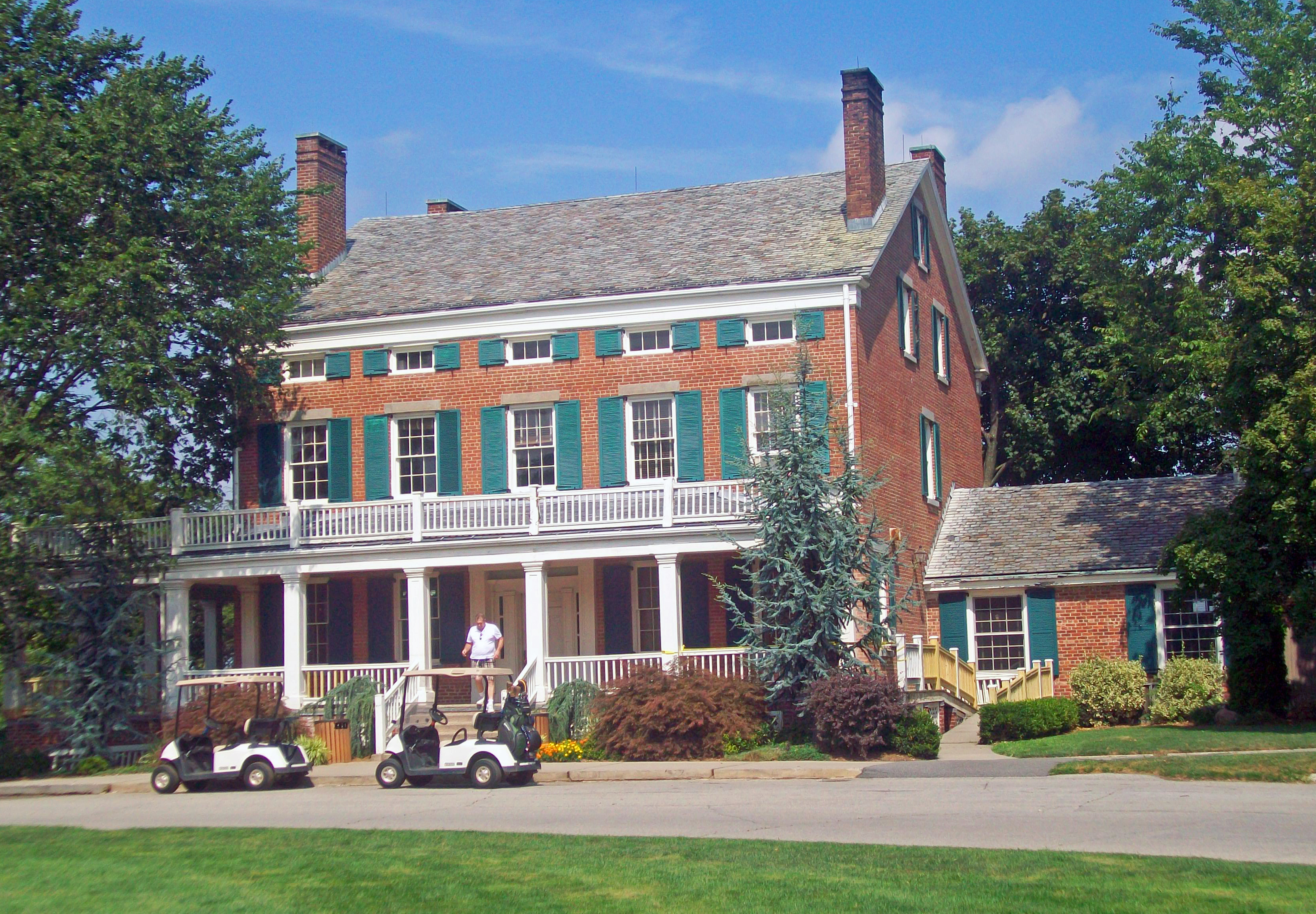
スタテンアイランドのニュー・スプリングヴィルにある大きな家

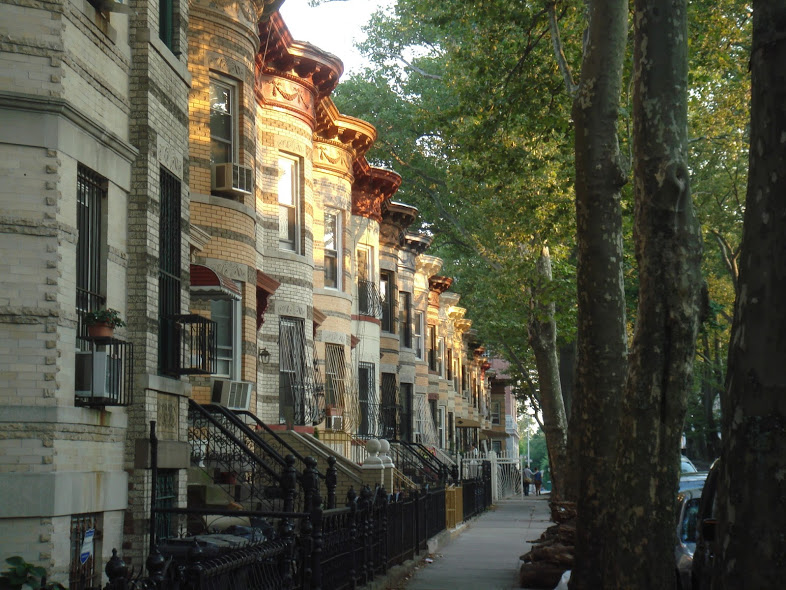
ブルックリン区ブッシュウィックのテラスハウス

ニューヨーク市が発展していくにつれ、住宅地区はマンハッタン島南部から徐々に広がっていった。人口が急増していったため、アッパー・マンハッタンやブロンクス区、クイーンズ区、ブルックリン区、スタテンアイランドではそれまで土地の大部分を占めていた農地や空き地などにアパートやマンション、集合住宅、一戸建て住宅などが建設されるようになった。住宅の密度はマンハッタン区への移動が容易である場所が高く、不便である場所が低くなっていた。
また、商業地区がマンハッタン区、居住地域がその周辺区といったように別れたためマンハッタンと周辺地区を結ぶ橋や公共交通機関の発展も同時に起こった。例えばブルックリン橋は1883年に開通し、イースト川を越えてマンハッタン区とブルックリン区を結んでいる。ブルックリン区のウォーターフロントに位置するブルックリン・ハイツはアメリカ国内初の郊外地区として数えられることが多い。ブルックリン橋の開通によりマンハッタン区とブルックリン区の間での人や物の流れが多くなったため、両区ともに開発や再開発が促された。1964年に開通したヴェラザノ＝ナローズ橋はスタテンアイランドとマンハッタン区の間に人々の流れを作り出し、それまで北部が僅かに開発されただけであったスタテンアイランドは北部の再開発が進み、中央・南部の未開発の地域も開発が行われるようになった。大規模な開発が行われた結果、橋の開通前の1960年のスタテンアイランドの人口は約221,000人であったが開通後の2000年には人口が約443,000人とほぼ倍増している。
ニューヨーク市においては1835年に発生したニューヨーク大火により建築物に木材を仕様することを大幅に規制したため、1870年までに石とレンガが建築素材としての地位を確固たるものとしていた。何世紀にも渡り独自の石灰石の岩盤から採掘された石で建築を行っていたパリと違い、ニューヨークでは市内から遠く離れた採掘場から建築に必要な石を運んでいた。このため建築物により使用した石の採掘場所が違うことも多く、石造りの建築物は様々な色合いをしている。鉄道が完成するまでは石はニューイングランドの採石場からハドソン川あるいは大西洋を利用し船で運搬していた。鉄道が完成すると貨物列車がバーモント州の大理石やミネソタ州の花崗岩などをニューヨークまで運搬した。中でも人気であったのがコネチカット州で採掘された赤褐色の砂岩で、19世紀後半にはブラウンストーンと呼ばれる赤褐色砂岩は、ニューヨーク市のテラスハウスと同義とまで言われるほどに多くの住宅が赤褐色砂岩を用いて建設された。
市内の居住用（および多くの商業用）建築物の屋上には給水塔が設置されている。これは、19世紀の都市条例において6階建て以上の建物に給水塔を設置することが義務付けられていた名残である。これは、地表付近での建物内の水道管の水圧が必要以上に高くなり地下水道管が破裂する事態を防ぐために定められた条例であった。

## 橋・トンネル

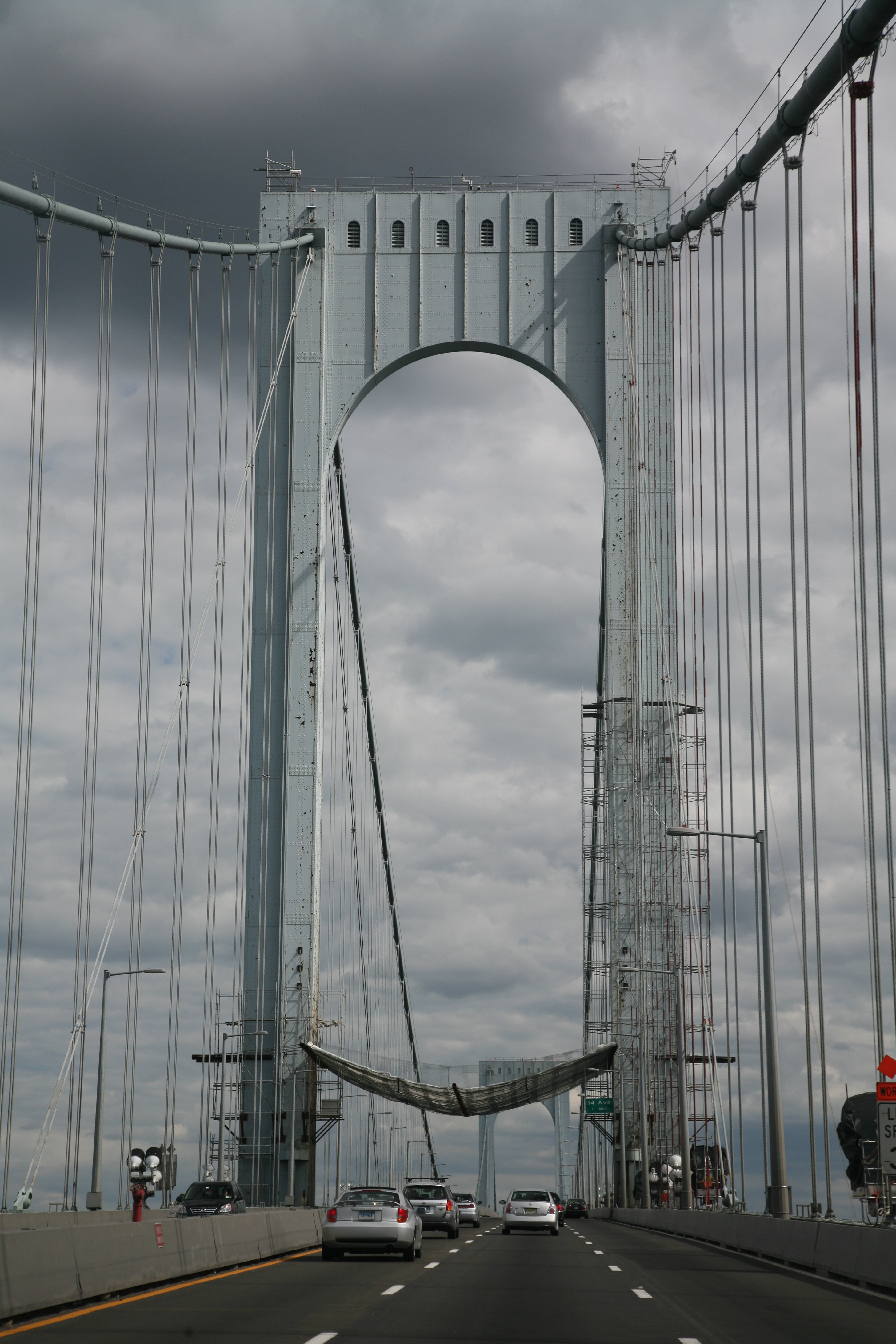
ホワイトストーン橋
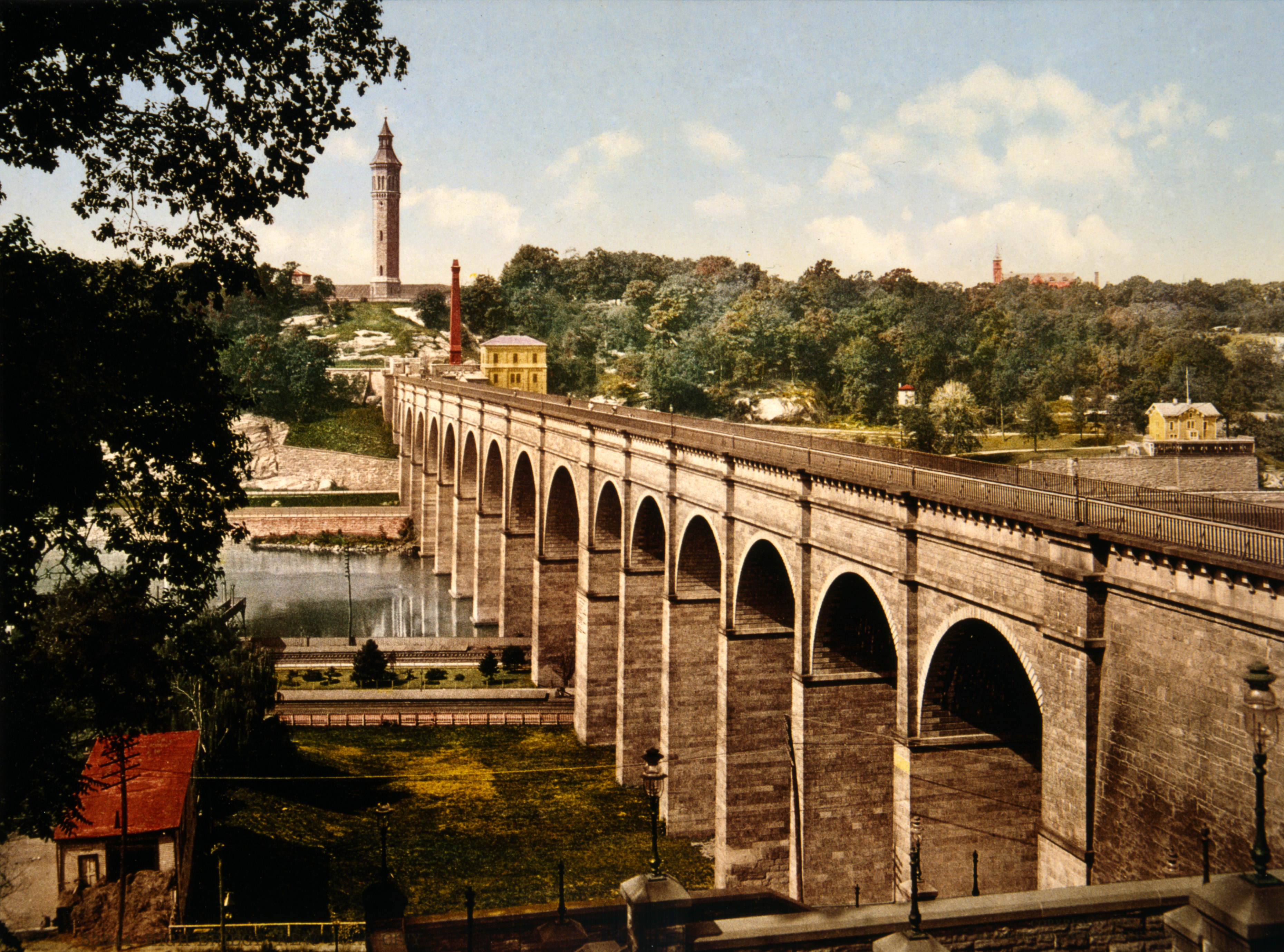
ハイ・ブリッジ
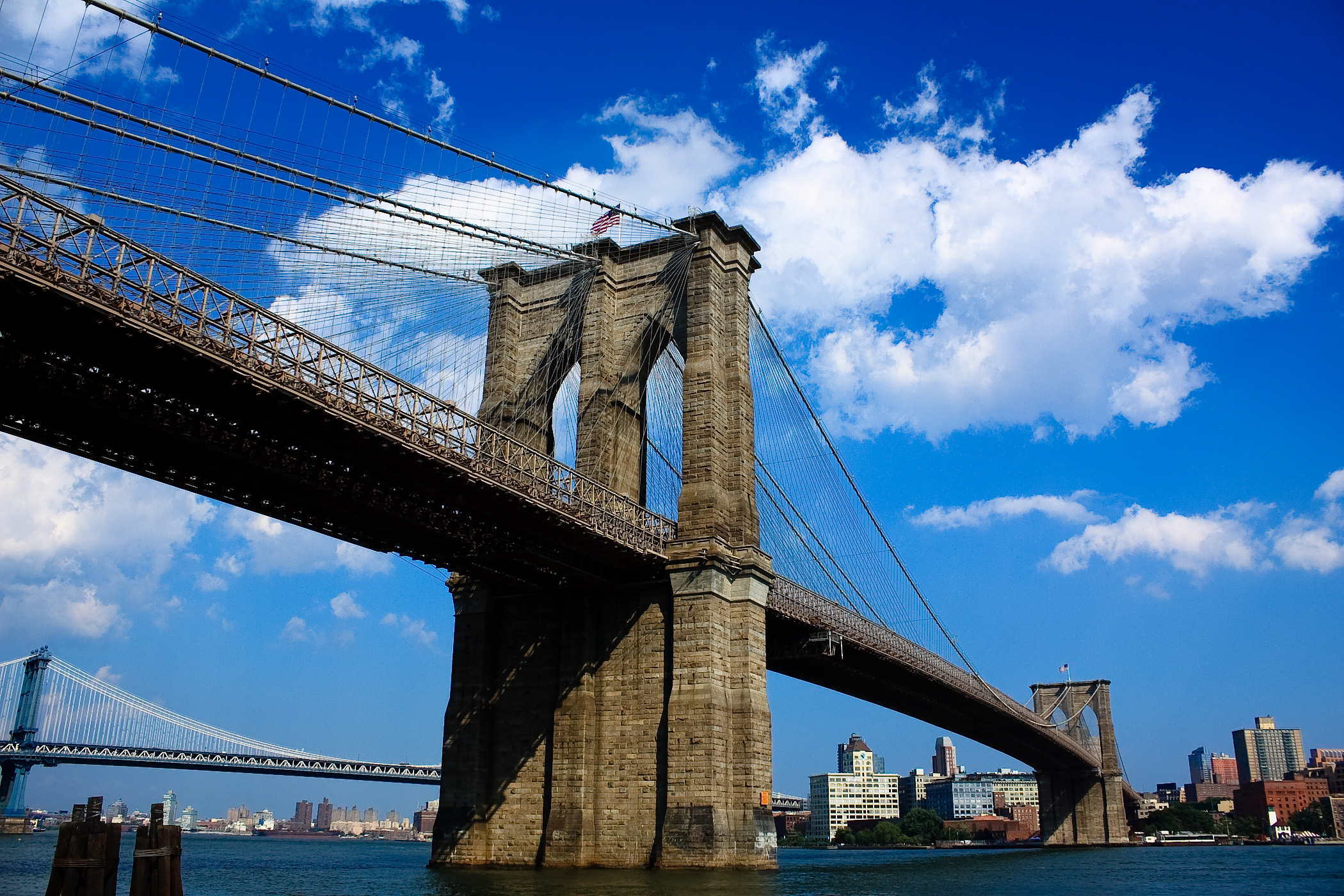
ブルックリン橋
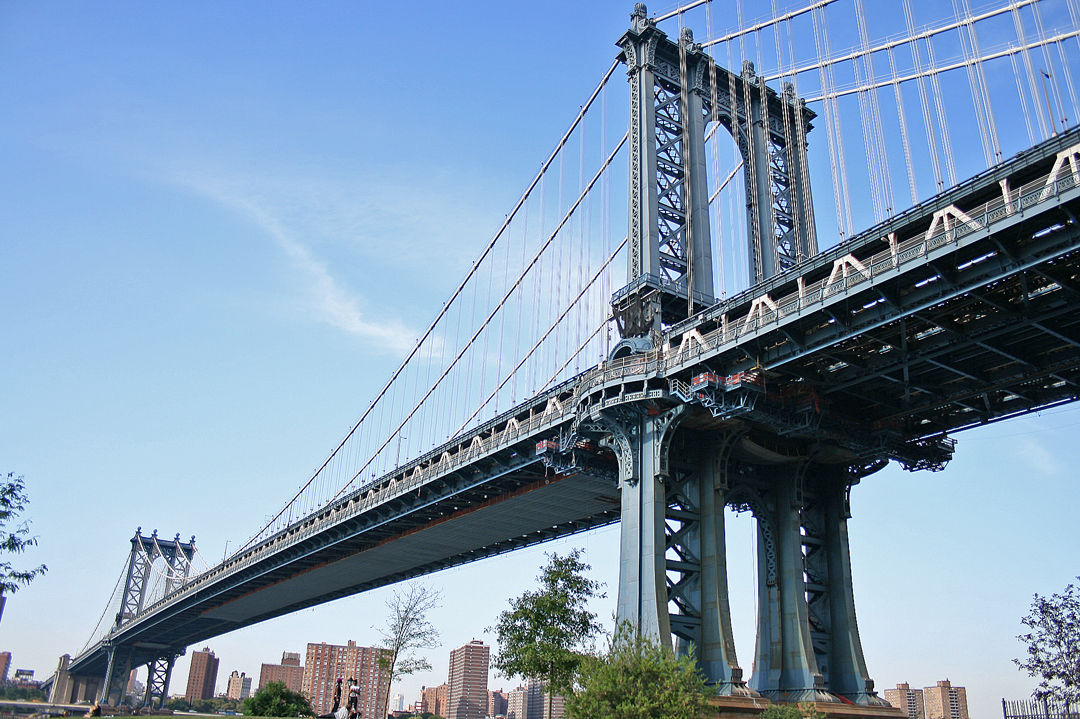
マンハッタン橋
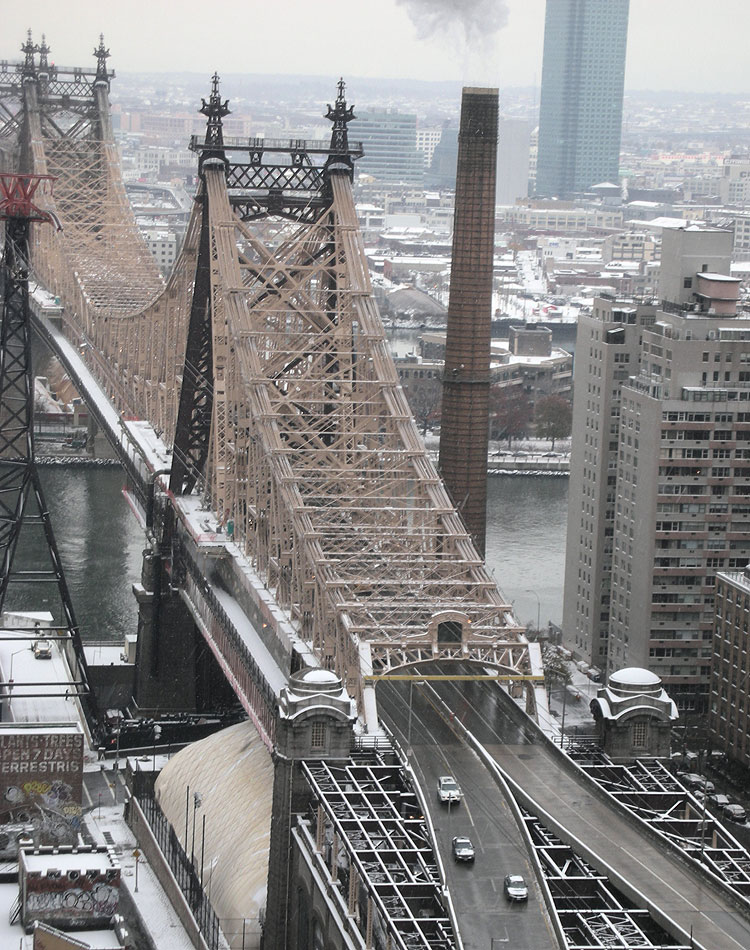
クイーンズボロ橋
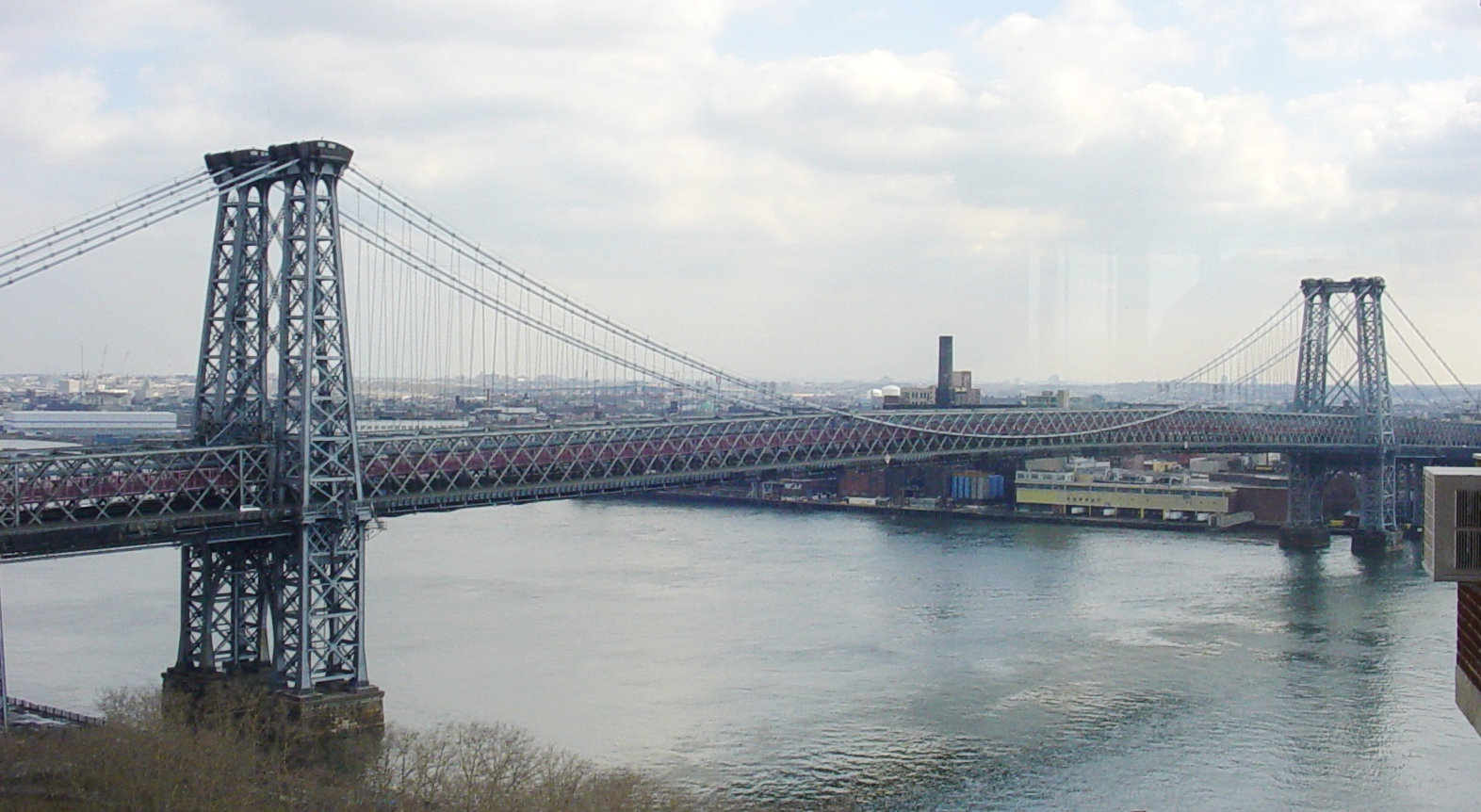
ウィリアムズバーグ橋

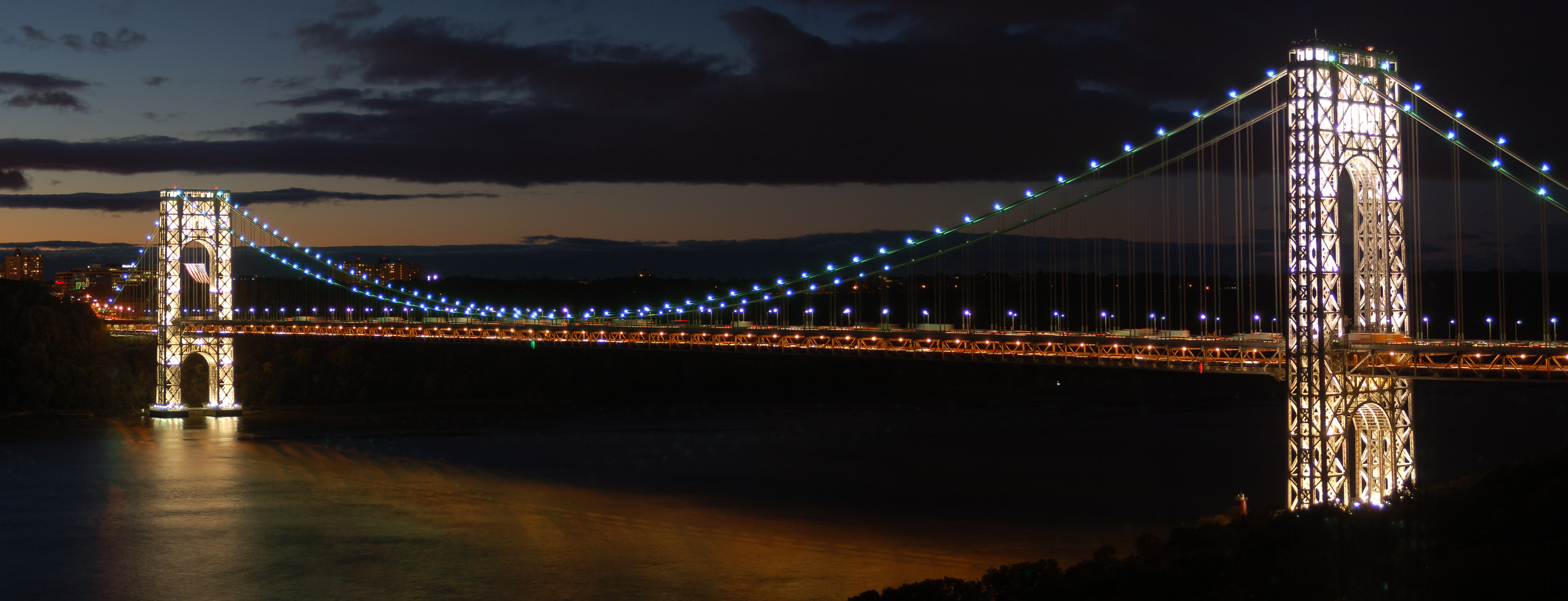
ジョージ・ワシントン橋

ニューヨーク市は世界最大の自然港に位置している。このため、一口にニューヨーク市といっても、スタテンアイランドとマンハッタン区は川と海に囲まれた離島、クイーンズ区とブルックリン区も離島であるロングアイランドの西側に位置する2区で、ブロンクス区のみニューヨーク市5区において唯一北アメリカ大陸本島に位置している。区と区の間にはほぼ必ず川が流れているため、陸上交通で行き来しようとした場合は、当然ながら橋もしくはトンネルが必要となり、ニューヨーク市にはトンネルや橋が多く建設されている。このため、いくつかのトンネルや橋は世界記録を塗り替えている物も多い。例えば1972年に開通したマンハッタン区とニュージャージー州ジャージーシティを結ぶホランド・トンネルは世界で初めてトンネル内の換気を機械的に行う設備が設置されたトンネルである。
クイーンズボロ橋はカンチレバー・ブリッジとして建設された重要な例の1つであり、ブルックリン橋は石灰石や花崗岩などを用いたゴシック・リヴァイヴァル様式の橋である。ブルックリン橋は開通から1903年まで世界最長の吊り橋となっており、また世界で初めてのスチールワイヤーを使用した吊り橋でもある。ブルックリン橋と共に"BMW"の語呂合わせで覚えられるマンハッタン橋とウィリアムズバーグ橋、州間高速道路295号線の一部であるスロッグスネック橋、クイーンズ区・ブロンクス区・マンハッタン区の3区に跨がるトライボロー橋、アメリカ国内最長の吊り橋であるスタテンアイランドとブルックリン区を結ぶ2層式のヴェラザノ＝ナローズ橋などはハイテク建築の1例である。

## 方格設計
1811年委員会計画は、ニューヨーク市マンハッタン区は南北に平行に走る12の道路（アベニュー）と東西に平行に走る155の道路（ストリート）を敷設し、区画を正方形あるいは長方形に区切ることにより発展に伴う無造作な建築物の乱立とそれにより発生する景観の低下、および利便性の低下を避けるという現在の方格設計の基盤ともなる都市計画である。
この計画が実行されたのが現在のマンハッタン区であり、市民は例えばエンパイア・ステート・ビルディングは"34th & 5th"（34丁目 & 5番街）というように住所をストリート & アベニューとして表している。
ニューヨーク市において最も有名な大通り（アベニュー）であるブロードウェイは世界で最も長い通りの1つである。また、アベニューでは高級アパートの建ち並ぶパーク・アベニューや高級マンションや歴史的な大邸宅が立ち並び世界最高級の商店街の1つとも言われる5番街、広告代理店などが多く広告産業の代名詞としても使われるマディソン・アベニューが、ストリートでは世界的な金融センターとして知られるウォール・ストリートや劇場街を貫く42丁目などが有名である。ブロンクス区のグランド・コンコースはパリのシャンゼリゼ通りをモデルにしており、ブルックリン区では都市美運動に影響されたパークウェイもある。